# Pjöngjang

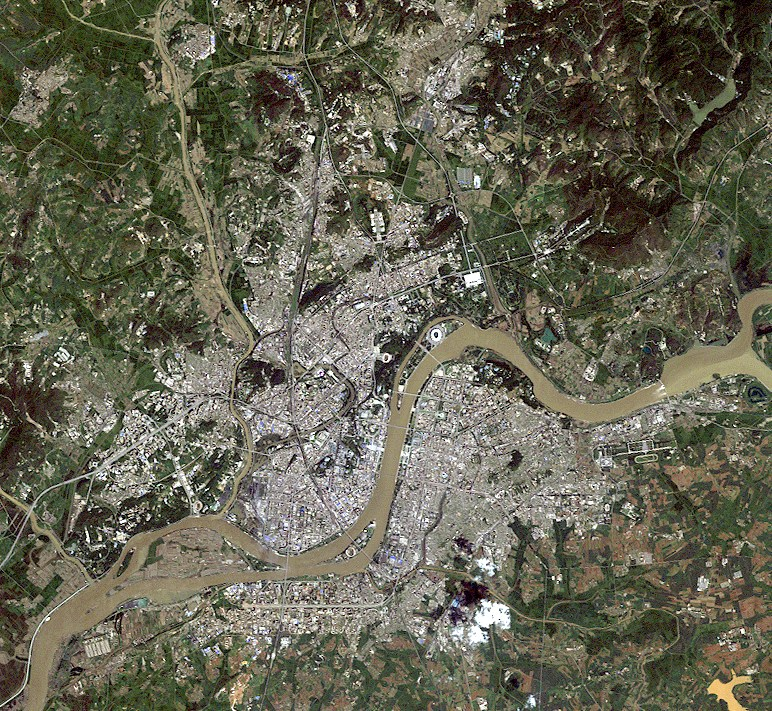
Satelliten-Aufnahme von Pjöngjang

Pjöngjang (koreanisch 평양 [pʰjʌ̹ŋja̠ŋ], MR P'yŏngyang, RR Pyeongyang, YR Phyeng.yang, englisch Pyongyang), auch Pjongjang oder in der DDR Ph(j)öngjang geschrieben, ist die Hauptstadt der Demokratischen Volksrepublik Korea (Nordkorea) und liegt im Südwesten des Landes. Sie steht unter zentraler Verwaltung der Regierung. In der Kernstadt leben 3,04 Mio. Menschen (2018).
Die Stadt ist politischer, wirtschaftlicher und kultureller Mittelpunkt sowie Verkehrsknotenpunkt des Landes mit der Mansudae-Kongresshalle, Universitäten und verschiedenen Theatern, Museen sowie Baudenkmälern.

## Namen

Pjöngjang geschrieben in Chosŏn’gŭl (oben) und Hancha (unten)

Der Name Pjöngjang bedeutet so viel wie ‚friedliches‘ oder ‚flaches Land‘. Der Name kommt vom Altkoreanischen buruna (부루나), was ‚flaches‘ oder ‚ebenes Land‘ bedeutete und so in chinesische Zeichen (Hanja) übertragen wurde. Zur Kochosŏn-Zeit soll sich im Gebiet, wo sich heute Pjöngjang befindet, die Hauptstadt Wanggŏmsŏng befunden haben, eine bedeutende Stadt der koreanischen Mythologie und Geschichte. Zur Koguryŏ-Zeit wurde der Ort Pyŏngyang-sŏng (Chosŏn’gŭl: 평양성, Hancha: 平壤城, ‚Burg Pyŏngyang‘), Nangrang (낙랑/樂浪), Jangan (장안/長安) und Andong-dohobu (안동도호부/安東都護府 ‚Andong-Protektorat‘) genannt. Zur Zeit der Koryŏ-Dynastie wurde die Stadt Sŏgyŏng (서경/西京 ‚westliche Hauptstadt‘), Sŏdo und Ryugyŏng (류경/柳京 ‚Stadt der Weiden‘) genannt. Mit Beginn der Chosŏn-Dynastie trug der Ort durchgehend den Namen Pyŏngyang. Zur Zeit der japanischen Besetzung Koreas wurde die Stadt basierend auf der japanischen Aussprache der chinesischen Zeichen für Pyŏngyang als Heijō bezeichnet. Ferner trug die Stadt aufgrund der hohen Anzahl christlicher Einwohner im 20. Jahrhundert unter Missionaren den Spitznamen „Jerusalem des Ostens“.

## Geografie

### Geografische Lage

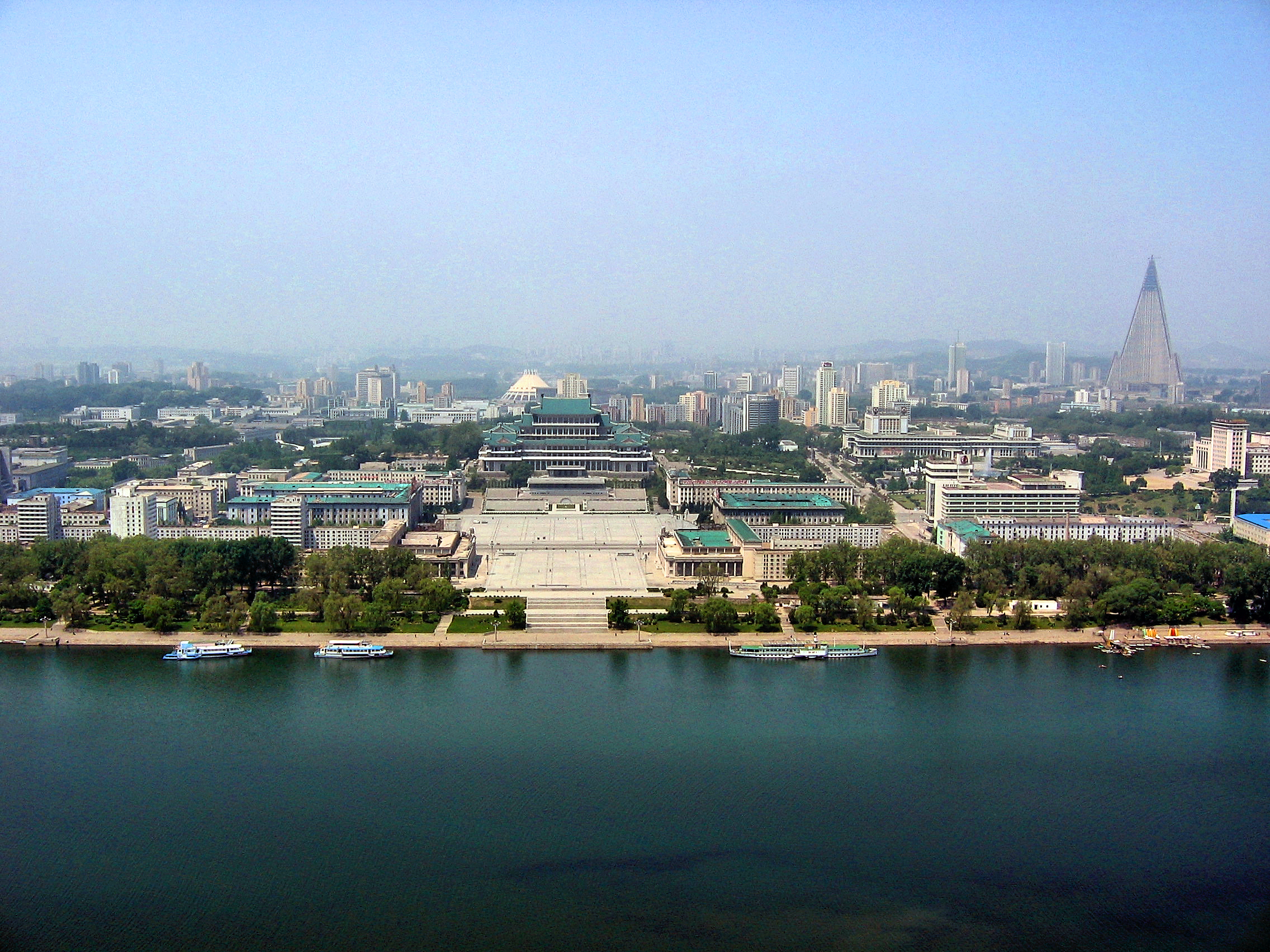
Aussicht vom Juche-Turm auf die Innenstadt von Pjöngjang

Pjöngjang liegt in der Mitte der nordwestlichen Niederung der Koreanischen Halbinsel, umgeben von Bergen und Flüssen, Ebenen und Anhöhen, am Fluss Taedong durchschnittlich 38 m hoch. Nordwestlich befinden sich niedrige Bergketten, und östlich liegen einige kleine Hügel. Es wird zudem von dem Nebenfluss Pothong durchlaufen.
Das gesamte Verwaltungsgebiet von Pjöngjang, einschließlich der ländlichen Siedlungsgebiete, hat eine Fläche von 2653 Quadratkilometern. Das Saarland hat zum Vergleich mit 2569 Quadratkilometer Fläche eine ähnlich große Ausdehnung.

### Stadtgliederung

Stadtplan Pjöngjangs von 1946

Die Stadtprovinz Pjöngjang wurde 1946 aus der Provinz P’yŏngan-namdo herausgelöst und zur besonderen Verwaltungsregion erklärt. Seitdem wird sie von der Regierung zentral verwaltet. Pjöngjang gliedert sich in 18 Stadtbezirke und einen Landkreis. Sie ist nicht zu verwechseln mit dem südkoreanischen Landkreis Pyeongchang-gun.
Im Jahr 2010 gliederte die Regierung den ehemaligen Stadtbezirk Sŭngho-guyŏk (kor. 승호구역) sowie die zuvor Pjöngjang zugehörigen Landkreise Chunghwa-gun (kor. 중화군), Kangnam-gun (kor. 강남군) und Sangwŏn-gun (kor. 상원군) der benachbarten Provinz Hwanghae-pukto an. 2011 wurde Kangnam allerdings erneut in Pjöngjang eingegliedert.
Stadtbezirke:
| - Chung-guyŏk (kor. 중구역) - Hyŏngjesan-guyŏk (kor. 형제산구역) - Mangyŏngdae-guyŏk (kor. 만경대구역) - Moranbong-guyŏk (kor. 모란봉구역) - Pot’onggang-guyŏk (kor. 보통강구역) - P’yŏngch’ŏn-guyŏk (kor. 평천구역) - Rakrang-guyŏk (kor. 락랑구역) - Ryŏkp’o-guyŏk (kor. 력포구역) - Ryongsŏng-guyŏk (kor. 룡성구역) | - Sadong-guyŏk (kor. 사동구역) - Samsŏk-guyŏk (kor. 삼석구역) - Sŏngyo-guyŏk (kor. 선교구역) - Sŏsŏng-guyŏk (kor. 서성구역) - Sunan-guyŏk (kor. 순안구역) - Taedonggang-guyŏk (kor. 대동강구역) - Taesŏng-guyŏk (kor. 대성구역) - Tongdaewŏn-guyŏk (kor. 동대원구역) - Ŭnjŏng-guyŏk (kor. 은정구역) |

Landkreis:
- Kangdong-gun (kor. 강동군)

Eine städtebauliche Besonderheit bilden diverse Achsen durch die symmetrische Gegenüberstellung monumentaler Bauten wie beispielsweise des Großmonuments Mansudae und des Monuments zur Gründung der Partei der Arbeit Koreas.

### Klima
Die Stadt befindet sich in der gemäßigten Klimazone. Die durchschnittliche Jahrestemperatur beträgt 10,7 °C, die Jahresniederschlagsmenge 939,8 mm.
Die Sommer sind während der Monsun-Zeit von Juni bis September sehr warm und feucht. Die Winter sind stark von kalten Winden aus Sibirien beeinflusst und daher sehr kalt, aber trocken.
Der wärmste Monat ist der August mit durchschnittlich 24,4 °C, der kälteste ist Januar mit −8,1 °C im Mittel. Der meiste Niederschlag fällt im Monat Juli mit durchschnittlich 275,2 mm, der wenigste im Februar mit 11,0 mm im Mittel.
|                       | Jan   | Feb  | Mär  | Apr  | Mai  | Jun  | Jul   | Aug   | Sep   | Okt  | Nov  | Dez  |   |       |
| Mittl. Tagesmax. (°C) | −0,8  | 2,4  | 8,9  | 17,1 | 22,6 | 26,7 | 28,6  | 28,9  | 24,7  | 18,2 | 9,4  | 1,7  | ⌀ | 15,8  |
| Mittl. Tagesmin. (°C) | −10,7 | −7,8 | −1,8 | 4,9  | 10,9 | 16,5 | 20,7  | 20,5  | 14,3  | 6,7  | −0,3 | −7,2 | ⌀ | 5,6   |
|                       |       |      |      |      |      |      |       |       |       |      |      |      |   |       |
| Niederschlag (mm)     | 12,2  | 11,0 | 24,7 | 49,9 | 72,2 | 90,3 | 275,2 | 212,8 | 100,2 | 39,9 | 34,9 | 16,5 | Σ | 939,8 |
|                       |       |      |      |      |      |      |       |       |       |      |      |      |   |       |
| Sonnenstunden (h/d)   | 5,8   | 6,5  | 7,0  | 7,8  | 8,4  | 7,5  | 5,6   | 6,2   | 7,2   | 7,1  | 5,6  | 5,2  | ⌀ | 6,7   |
|                       |       |      |      |      |      |      |       |       |       |      |      |      |   |       |
| Regentage (d)         | 5,2   | 4,2  | 5,1  | 6,7  | 8,1  | 8,7  | 14,4  | 11,0  | 7,2   | 6,1  | 7,3  | 5,9  | Σ | 89,9  |
|                       |       |      |      |      |      |      |       |       |       |      |      |      |   |       |
| Luftfeuchtigkeit (%)  | 74    | 71   | 66   | 63   | 66   | 70   | 80    | 78    | 74    | 72   | 72   | 73   | ⌀ | 71,6  |

| −10,7 |

| −7,8 |

| −1,8 |

| 4,9 |

| 10,9 |

| 16,5 |

| 20,7 |

| 20,5 |

| 14,3 |

| 6,7 |

| −0,3 |

| −7,2 |

| −10,7 |

| −7,8 |

| −1,8 |

| 4,9 |

| 10,9 |

| 16,5 |

| 20,7 |

| 20,5 |

| 14,3 |

| 6,7 |

| −0,3 |

| −7,2 |

## Geschichte

### Historischer Überblick

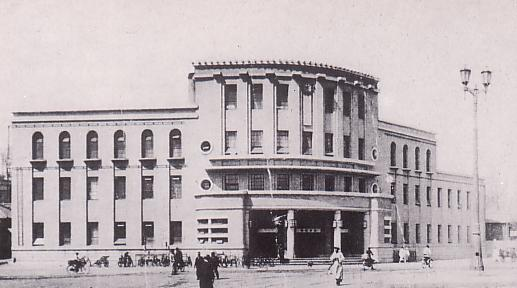
Rathaus von Heijō (vor 1945)

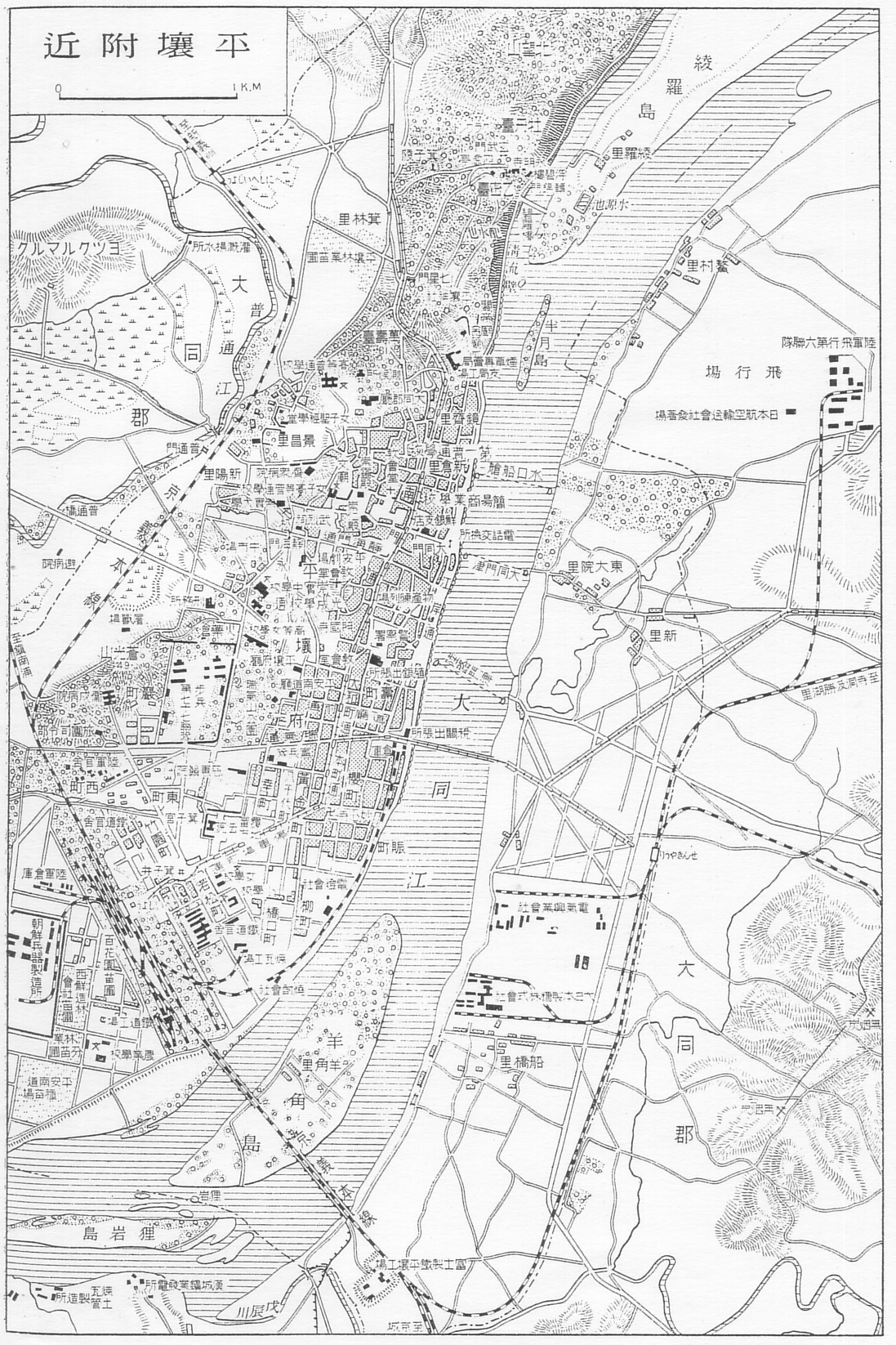
Eine Karte Heijōs um 1930

Pjöngjang gilt als die älteste Stadt der Koreanischen Halbinsel. Der Name Pjöngjang bedeutet „ebenes Land“ oder „gemütvolle Umgebung“. Der Legende nach wurde es im Jahr 2333 v. Chr. vom Halbgott Dangun Wanggeom, dem mythologischen Staatsgründer Koreas, unter dem Namen Wanggŏmsŏng (kor. 왕검성, Hanja 王儉城) gegründet.
Die geschriebene Geschichte beginnt 108 v. Chr. mit der Gründung einer chinesischen Handelskolonie in der Nähe der Stadt. 427 wurde Pjöngjang die Hauptstadt des Königreichs Goguryeo. Im Jahre 668 wurde die Stadt von den Chinesen erobert. 1135 machte Myo Cheong, König von Goryeo (nach dem Korea im Westen benannt wurde), Sŏgyŏng (heute Pjöngjang) zu seiner zweiten Hauptstadt.
Die japanische Armee besetzte Pjöngjang von 1592 bis 1593. Chinesische Streitkräfte nahmen die Stadt 1627 ein und setzten sie in Brand. Nachdem sich Korea dem Ausland geöffnet hatte, wurde Pjöngjang die Basis für die christliche Missionierung. In der Stadt sind über 100 Kirchen gebaut worden, und 1880 waren in der Stadt mehr protestantische Missionare als in jeder anderen asiatischen Stadt.
Während des Ersten Japanisch-Chinesischen Krieges (1894–1895) und den nachfolgenden Seuchen wurde Pjöngjang in weiten Teilen zerstört und fast vollständig entvölkert. In der japanischen Kolonialzeit (1910–1945) entwickelte sich Pjöngjang zu einem Industriezentrum. Die Stadt trug in dieser Zeit den japanischen Namen Heijō.
Im Koreakrieg (1950–1953) wurde die Stadt durch Luftangriffe erneut zerstört. Nach dem Krieg wurden zahlreiche Parks und breite Straßenzüge angelegt, gesäumt von großen Wohnhäusern. Pjöngjang entwickelte sich zu einem politischen, wirtschaftlichen und kulturellen Zentrum sowie Verkehrsknotenpunkt des Landes.
Rein formell wurde Pjöngjang erst 1972 zur Hauptstadt Nordkoreas erhoben, das von 1948 bis dahin nur als Provisorium galt. In diesem Zeitraum berief sich die nordkoreanische Verfassung auf die Geschichte Koreas in der Zeit des Königreiches Joseon und des Koreanischen Kaiserreichs, in welcher jahrhundertelang Seoul als Hauptstadt galt.

### Religionen
Die traditionellen Religionen Pjöngjangs sind der Buddhismus und der Konfuzianismus, heute ist aber vermutlich ein Großteil der Bevölkerung religionslos. Der Artikel 68 der nordkoreanischen Verfassung gewährt dessen Bürgern freie Ausübung ihrer Religion, solange dies nicht „zur Infiltration durch äußere Kräfte oder zur Verletzung der staatlichen und gesellschaftlichen Ordnung“ missbraucht wird. Trotzdem berichten sowohl christliche Organisationen wie Open Doors als auch säkulare Hilfswerke wie Amnesty International, dass praktizierende Christen in Internierungslager gesperrt würden und Religionsfreiheit de facto nicht existiert.
Diesen Berichten zufolge gibt es zwar mehrere Schaukirchen zu Propagandazwecken (z. B. die Kirche Pongsu oder die Kathedrale von Jangchung), das in der Verfassung verbriefte Recht würde den Christen aber verweigert, da es sich nicht um eine staatlich kontrollierte Organisation handelt. Trotzdem sei eine aktive Untergrundkirche vorhanden. Das Christentum war lange besonders in Pjöngjang stark vertreten. Der US-amerikanische Pastor und Philosoph George Trumbull Ladd (1842–1921) schätzte bei seinem Besuch in der Stadt am 7. April 1907 die Zahl der Christen auf 13.000 bis 14.000. Der Anteil an der Gesamtbevölkerung betrug etwa ein Drittel. Die Anzahl der Kirchen lag bei über 100. Deshalb wurde Pjöngjang auch als „Jerusalem des Ostens“ bezeichnet.

### Einwohnerentwicklung
Von 40.000 Einwohnern im Jahre 1890 stieg die Bevölkerungszahl der Stadt bis 1924 auf über 100.000. Bis 1938 verdoppelte sich diese Zahl auf 235.000. Im Jahre 1962 lebten in Pjöngjang 653.000 Menschen, 1978 waren es bereits 1,3 Millionen. 2010 hatte die Kernstadt 3,3 Millionen Einwohner. Die durchschnittliche Lebenserwartung der Männer beträgt 68 Jahre, die der Frauen 74 Jahre. Durch die immer wieder auftretenden Hungersnöte und die schlechte medizinische Versorgung hat sich die Lebenserwartung jedoch deutlich reduziert.
Pjöngjang ist ethnisch homogen und weist prozentual einen sehr niedrigen Ausländeranteil auf. In der Stadt leben fast ausschließlich Koreaner. Gründe hierfür sind auch die isolationistische Politik der Regierung, gesellschaftliche Ächtung aller Nichtkoreaner und die geringe Attraktivität der Stadt für Einwanderer. Es gilt als praktisch unmöglich, sich als Ausländer in Pjöngjang niederzulassen.
Die folgende Übersicht zeigt die Einwohnerzahlen der Kernstadt (ohne Vorortgürtel).
| Jahr | Einwohner |      | Jahr    | Einwohner |           | Jahr | Einwohner |
| 1890 | 40.000    | 1935 | 182.100 | 1978      | 1.250.000 |      |           |
| 1906 | 43.000    | 1938 | 234.700 | 1981      | 1.283.000 |      |           |
| 1911 | 36.800    | 1940 | 286.000 | 1986      | 1.300.000 |      |           |
| 1920 | 58.600    | 1944 | 388.000 | 1993      | 2.354.898 |      |           |
| 1922 | 86.500    | 1962 | 653.000 | 2002      | 2.724.700 |      |           |
| 1924 | 102.700   | 1965 | 800.000 | 2007      | 3.059.678 |      |           |
| 1929 | 120.000   | 1967 | 840.000 | 2010      | 3.270.582 |      |           |
| 1932 | 144.200   | 1970 | 940.000 |           |           |      |           |

## Politik

### Regierung
Pjöngjang steht unter zentraler Verwaltung der Regierung und besitzt den Status einer Provinz. Der Regierungsapparat wird von der Partei der Arbeit Koreas dominiert, deren Führungsrolle in der Verfassung verankert ist. Der Bürgermeister der Hauptstadt wird vom Ersten Sekretär der Partei der Arbeit Koreas ernannt.
Das höchste Machtorgan bildet formell das Parlament, dessen Mitglieder auf fünf Jahre gewählt werden. Das Verfahren zur Besetzung öffentlicher Ämter wird in der Verfassung als Demokratischer Zentralismus bezeichnet. Aus Wahlen geht in der Regel der einzige, von der Partei der Arbeit Koreas aufgestellte, Kandidat mit großer Mehrheit als Sieger hervor.

### Städtepartnerschaften
Pjöngjang unterhält mit folgenden Städten eine Partnerschaft:
- Jakarta, Indonesien
- Kathmandu, Nepal
- Moskau, Russland
- Tianjin, Volksrepublik China[16]

## Kultur und Sehenswürdigkeiten

### Theater

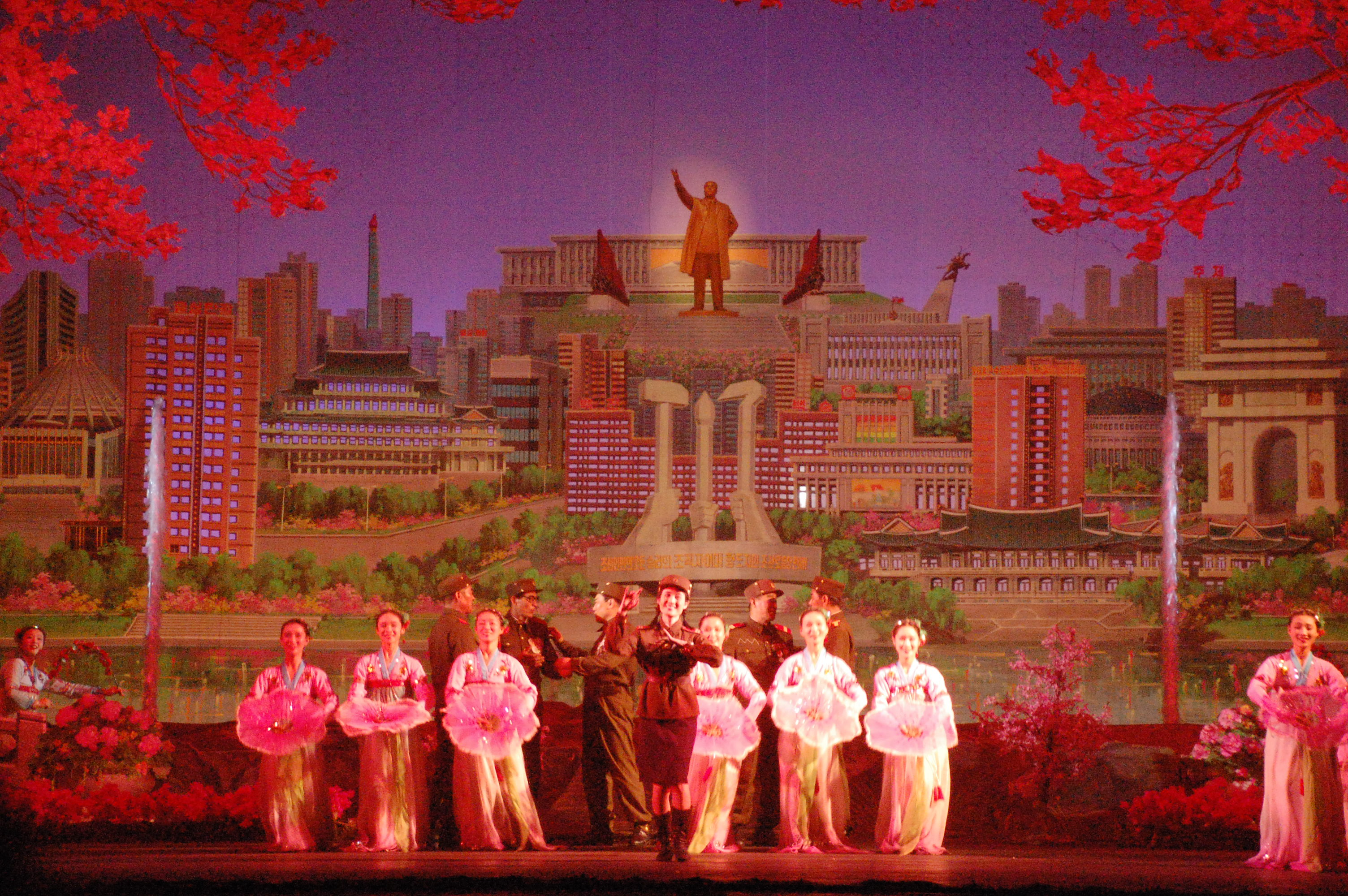
Eine Opernaufführung in Pjöngjang

Zu den zahlreichen Theatern der Stadt gehört das Große Opernhaus an der Kreuzung zwischen Sungni- und Yonggwang-Straße. Es bietet 2200 Personen Platz, auf der Bühne können bis zu 700 Darsteller auftreten. Die dort aufgeführten koreanischen Opern dauern etwa drei bis vier Stunden.
Im Nordosten von Pjöngjang, nahe der Rungna-Brücke, befindet sich ein zweites Opernhaus. Ihm gegenüber steht die Zentrale Jugendhalle für Konzerte und künstlerische Aufführungen mit einer Kapazität von 3600 Personen.
Das im griechisch-antiken Stil erbaute Moranbong-Theater befindet sich nahe der Chollima-Statue. Es diente der ersten Volksversammlung im Jahre 1948 nach der Unabhängigkeit von Japan und wird heute für Aufführungen benutzt.

### Museen

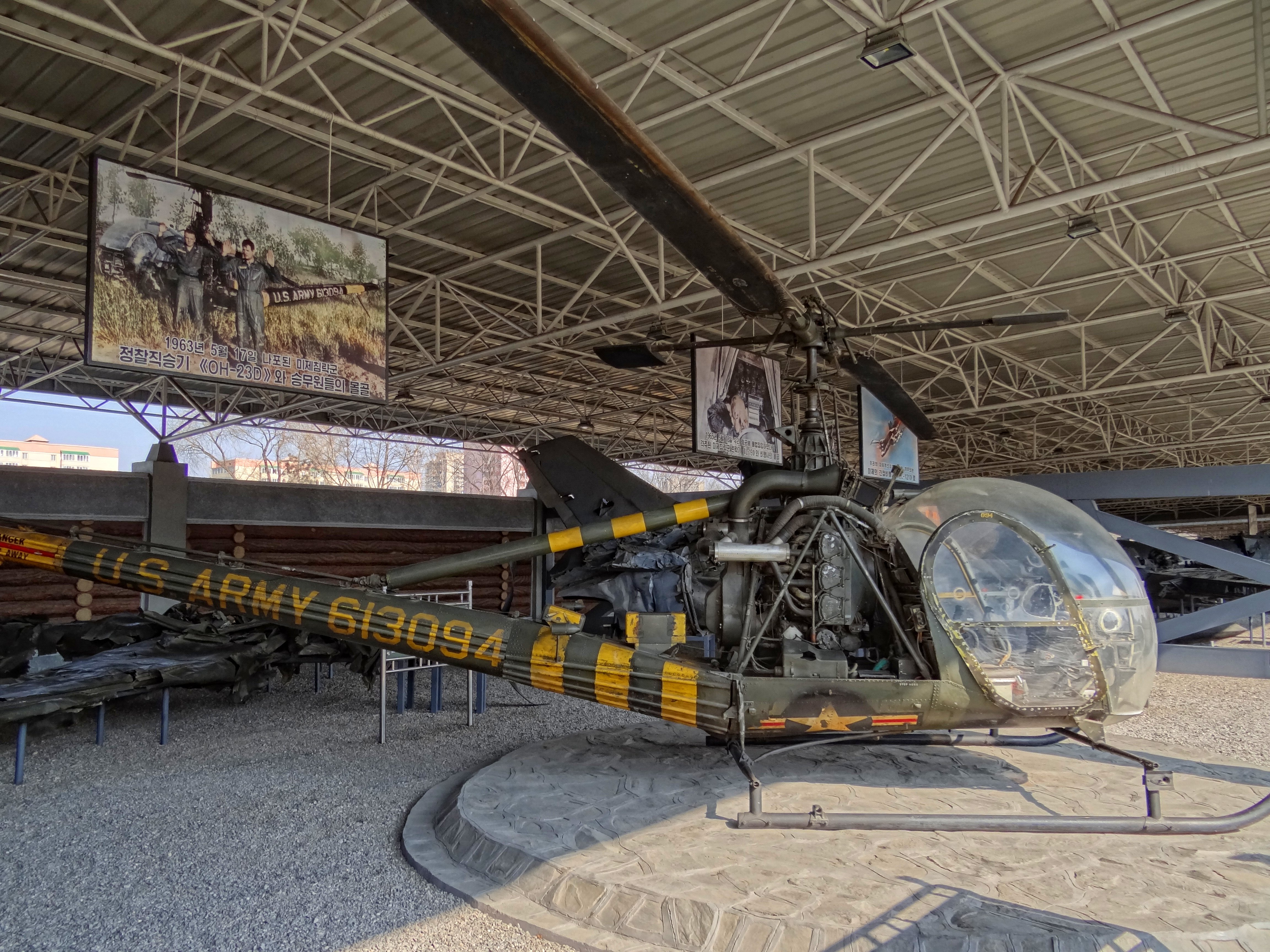
Armeemuseum

Eines der bekanntesten Museen in Pjöngjang ist das Historische Museum. In insgesamt 19 Ausstellungsräumen ist die Geschichte Koreas von der Steinzeit bis zur Japanischen Kolonialzeit zu sehen. Gegenüber dem Historischen Museum befindet sich die Koreanische Kunstgalerie. Sie wurde im Jahre 1954 eröffnet und beherbergt auf einer Fläche von 11.000 Quadratmetern antike Kunstgegenstände ebenso wie moderne – parteitreue – Malerei und Skulpturen. Nahebei steht das Folkloremuseum, in dem koreanische Volkskunst und -kultur ausgestellt ist. Des Weiteren besteht das Museum der Parteigründung in einem 1923 unter japanischer Herrschaft errichteten Bauwerk. In der dortigen Ausstellung der drei Revolutionen werden in mehreren Themenhallen die ideologischen, technischen und kulturellen Errungenschaften Nordkoreas dargestellt. Seit 1946 gibt es das Briefmarkenmuseum Koreas. Das Eisenbahnmuseum Pjöngjang befindet sich gegenüber dem Hauptbahnhof. An der Kumsong-Straße befindet sich das Metro-Museum Pjöngjang.
Am Taedong-Fluss lag bis Ende 2012 die Pueblo, das einzige Schiff der US-Marine, das sich in den Händen einer fremden Macht befindet und besichtigt werden kann. Das Schiff wurde 1968 unter ungeklärten Umständen aufgebracht und die Besatzung 1969 freigelassen.

### Bauwerke

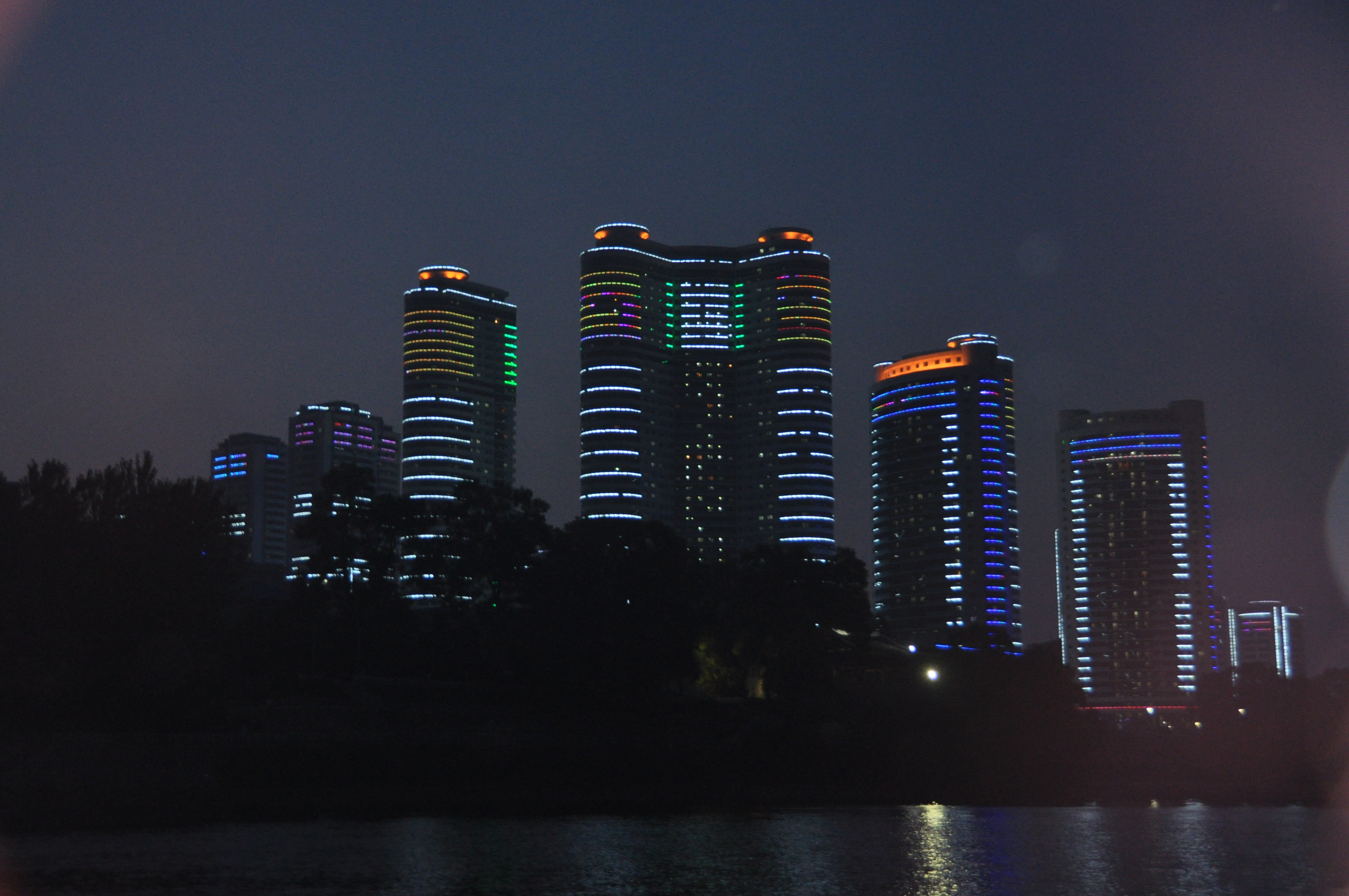
Beispiel für die seit Beginn der 2010er rege Bautätigkeit (Wohnhochhäuser an der Changjon-Straße)

Die Stadt wurde mehrmals durch Kriege zerstört und anschließend wieder aufgebaut. Das moderne Pjöngjang hat zahlreiche Parks und breite Straßenzüge, die von großen Wohnhäusern gesäumt werden. Zu den Sehenswürdigkeiten in Pjöngjang gehören die Überreste der früheren Stadtmauern, Gräber aus dem 1. Jahrhundert v. Chr. und buddhistische Tempel.
Die meisten Prachtbauten wurden vom nordkoreanischen Baukonzern Mansudae Overseas Projects errichtet.
Seitdem Kim Jong-un an der Macht ist, setzte eine rege Bautätigkeit im Stadtgebiet ein. Beispiele wären die Mirae-Straße oder die Ryomyong-Straße. Im Mai 2014 stürzte ein Wohnhaus ein, die Zahl der Opfer geht in die Hunderte.

#### Großmonument Mansudae

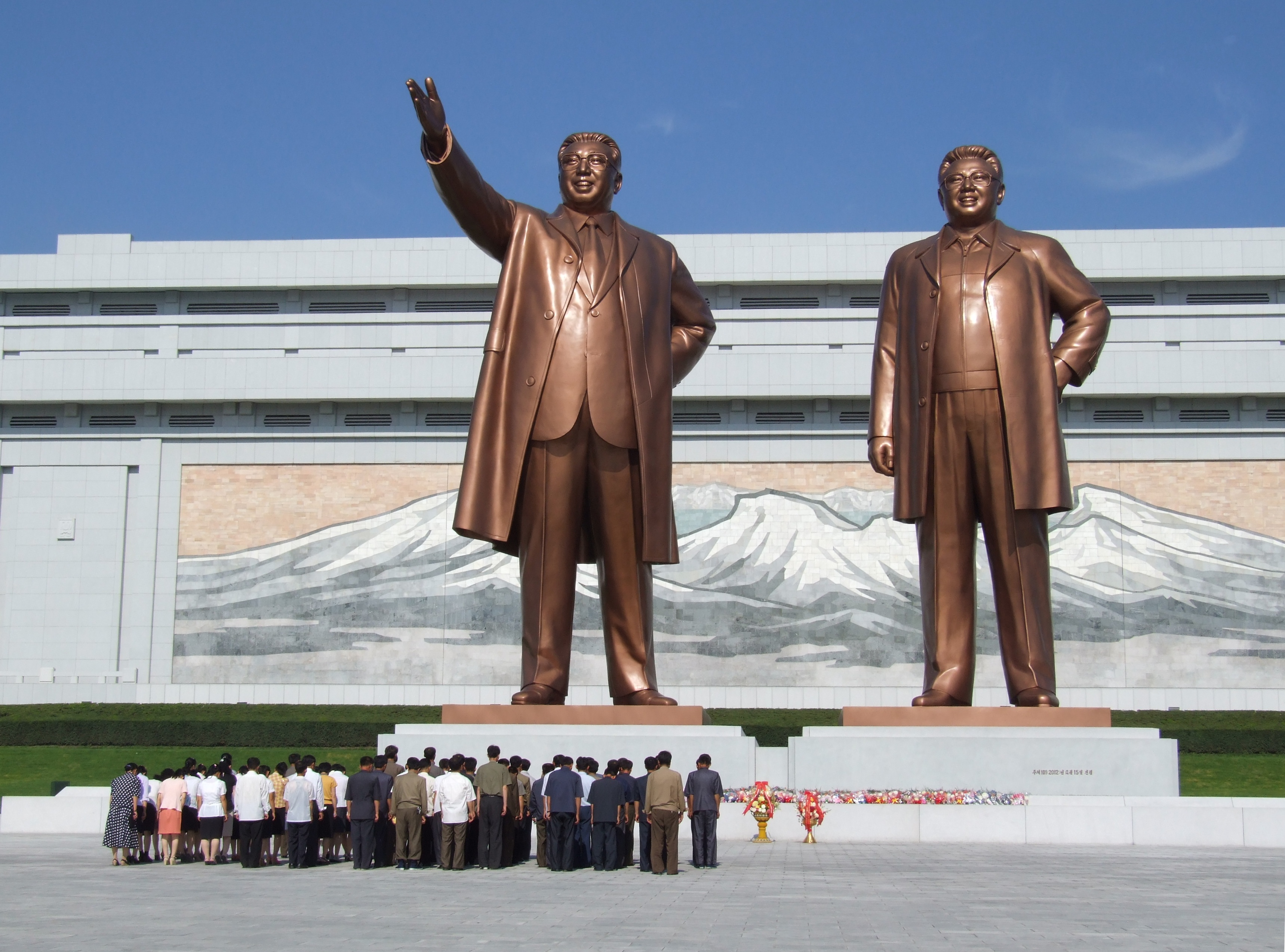
Großmonument Mansudae

Das Großmonument auf dem Mansu-Hügel im Stadtzentrum soll den revolutionären Kampf des nordkoreanischen Volkes unter Kim Il-sung ehren. Es wurde von dem Bauunternehmen Mansudae Overseas Projects errichtet und im April 1972 zum 60. Geburtstag des Staatschefs eröffnet.
Bis April 2012 stand eine Einzelstatue Kim Il-sungs im Zentrum des Großmonuments. Aus Anlass des 100. Geburtstags von Kim Il-sung wurde am 13. April 2012 an dieser Stelle eine Doppelstatue von Kim Il-sung und Kim Jong-il eingeweiht. Die ursprüngliche Statue Kim Il-sungs wurde dabei durch eine neue ersetzt. Statt des Mao-Anzugs wird Kim Il-sung nun im Business-Anzug dargestellt. Außerdem trägt er eine Brille und lächelt. Der charakteristische, nach vorn ausgestreckte Arm wurde beibehalten. Die daneben stehende Statue Kim Jong-ils stellt diesen in Mantel und typischem uniformartigen Blazer dar.
Links und rechts davon befinden sich zwei Großskulpturen, in deren Zentrum jeweils eine steinerne, wehende Fahne steht, umringt von insgesamt 228 bis zu fünf Meter hohen Statuen, die das Volk darstellen sollen. Im Hintergrund liegt die Wand des Revolutionsmuseums, auf der in einem Mosaik der „heilige Berg der Revolution“, der Paektu, abgebildet ist. Die Gesamtfläche des Monuments beträgt angeblich 240.000 m². Gegenüber dem Großmonument Mansudae befindet sich auf der anderen Seite des Taedong-Flusses das Monument zur Gründung der Partei der Arbeit Koreas, diese zentrale und bekannte Sichtachse ist mittlerweile durch das neue Zentralkrankenhaus Pjöngjang unterbrochen, sodass das Monument zur Gründung der Arbeit Koreas vom Großmonument aus nicht mehr sichtbar ist.

#### Kim-Il-sung-Platz
Südlich des Mansu-Hügels liegt der riesige Kim-Il-sung-Platz. Er ist in der kommunistischen Tradition flächenbetonter Aufmarschplätze gehalten, bleibt mit seinen rund 75.000 granitgedeckten Quadratmetern jedoch hinter dem Tian’anmen-Platz in Peking zurück. Er wurde 1954 errichtet und dient vor allem für Paraden und Aufmärsche.

#### Chuch'e-Turm
Am östlichen Taedong-Ufer steht der im Jahr 1982 zum 70. Geburtstag Kim Il-sungs feierlich enthüllte 170 Meter hohe Chuch'e-Turm als prägnantester Teil einer Gesamtanlage. Er besteht aus einem Sockel und einem sich nach oben verjüngenden, abgestuften Turmkörper, dem obenauf eine stilisierte rote Flamme gesetzt ist.
Davor steht eine 30 Meter hohe Drei-Personen-Gruppe, die das Parteiemblem trägt, das aus Hammer, Sichel und Pinsel besteht. Rundherum befinden sich weitere Gruppenskulpturen, die verschiedene Symboliken zu den Themen Industrie, Ernte, Kunst und so weiter wiedergeben. Die Aussichtsplattform ist mit einem Expresslift erreichbar.

#### Triumphbogen

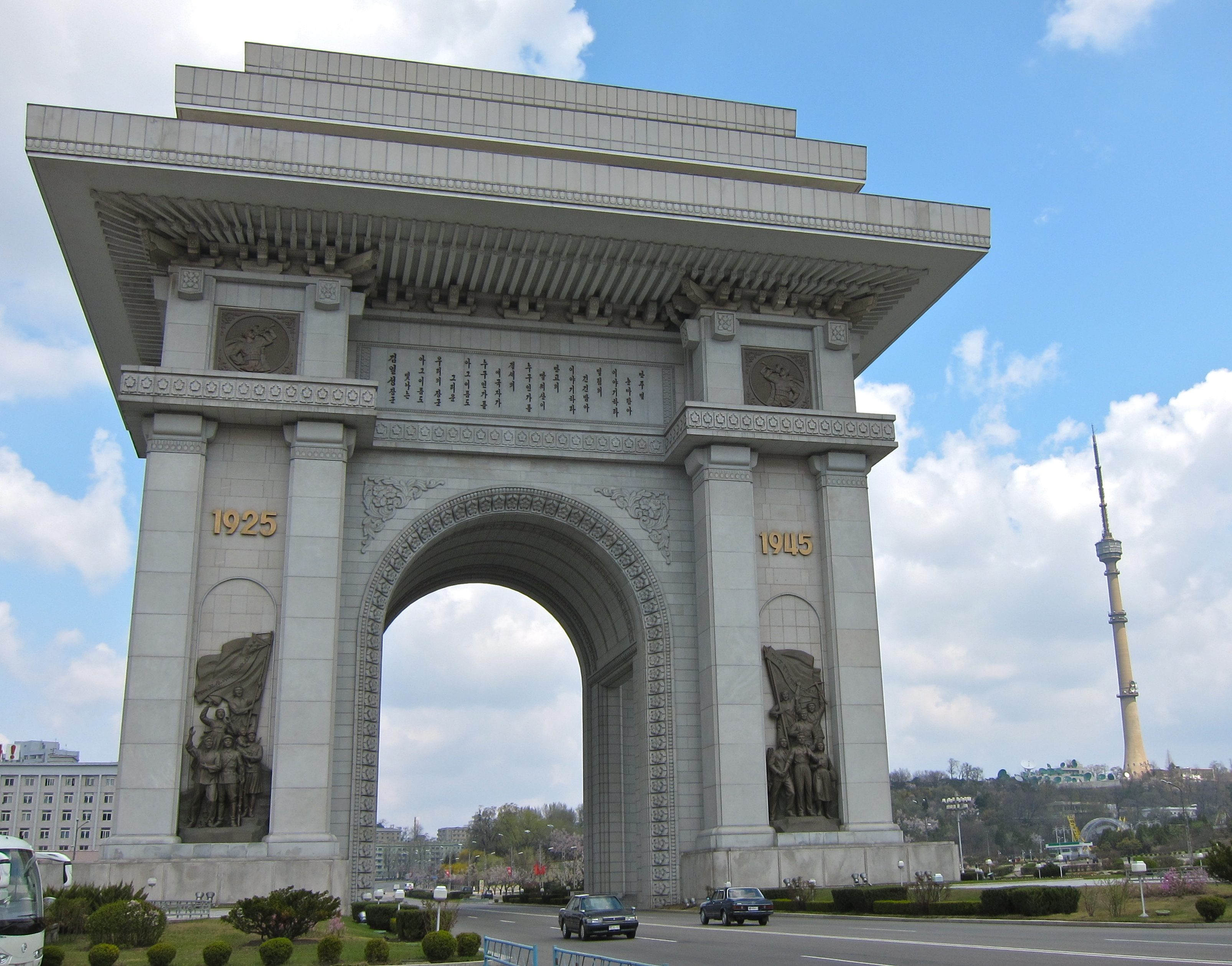
Triumphbogen

Ein weiteres bekanntes Bauwerk ist der ebenfalls 1982 zum 70. Geburtstag von Kim Il-sung eingeweihte 60 Meter hohe Triumphbogen. Er ist drei Meter höher als sein Pariser Vorbild, besteht aus 10.500 Granitblöcken, einem großen 27 Meter hohen Bogen und kostete mehrere Millionen US-Dollar.
Er dient der Versinnbildlichung der heroisierten Rückkehr des Generals Kim Il-sung vom siegreichen Kampf um die Befreiung des Landes von den Japanern. Auf der Außenseite des Bogens sind Reliefs angebracht, dazu Strophen aus dem „Lied vom General Kim Il-sung“ und die Jahreszahlen 1925 und 1945, die die Zeit des antijapanischen Befreiungskampfes eingrenzen.
Neben dem Triumphbogen erstreckt sich der Freundschaftsturm in die Höhe, der 1959 errichtet und 1984 vergrößert wurde und die Freundschaft zwischen Nordkorea und der Volksrepublik China symbolisieren soll.

#### Ryugyŏng-Hotel

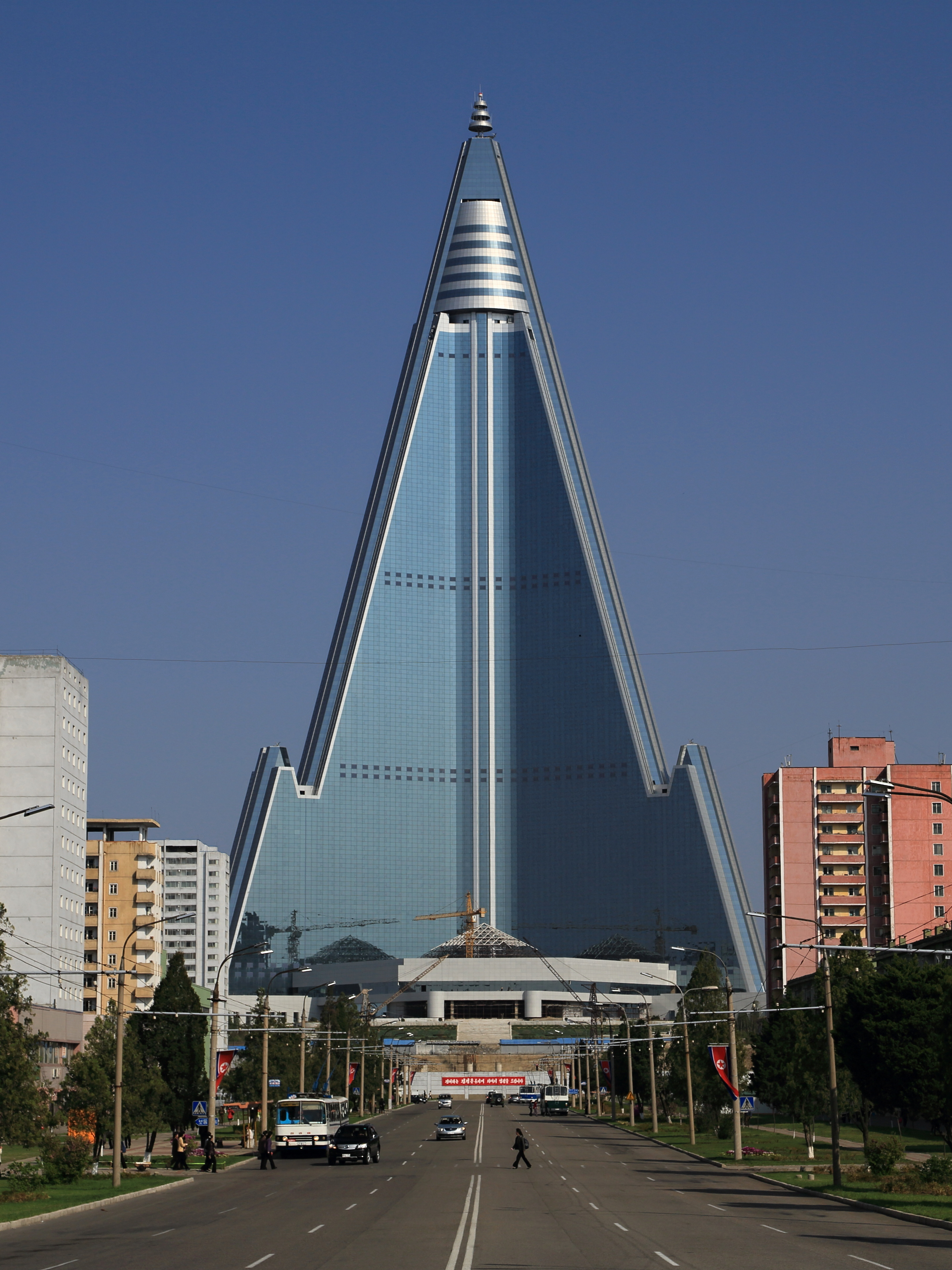
Ryugyŏng-Hotel, 2012

Das Ryugyŏng-Hotel sollte nach seiner Fertigstellung das höchste Hotel und eines der höchsten Gebäude der Welt werden. Der Rohbau verfügt über 105 Stockwerke (nach oben spitz zusammenlaufend) auf einer Höhe von 330 Metern.
Seit dem Beginn der Bauarbeiten wurde lediglich das Betongerüst in seiner vollständigen Höhe fertiggestellt. Das Hotel gehört zu einer Reihe von Prachtbauten, die Kim Il-sung, Vater des verstorbenen nordkoreanischen Herrschers Kim Jong-il, planen und seit 1987 bauen ließ.
Das Hotel sollte bis zu den Weltfestspielen 1989 fertiggestellt werden. Der Termin wurde jedoch aufgrund von baulichen und Finanzierungsproblemen verschoben. 1992 wurden die Bauarbeiten abgebrochen. Seitdem stand das Gebäude jahrelang als Bauruine in der Stadt.
2008 begann der ägyptische Mischkonzern Orascom Group mit dem Weiterbau, der bis 2012 abgeschlossen sein sollte. Das Hotel-Unternehmen Kempinski kündigte im November 2012 an, im Juli oder August 2013 im obersten Teil des Gebäudes ein Hotel mit zunächst 150 Zimmern zu eröffnen, das nach und nach erweitert werden sollte. Dieser Plan wurde aber inzwischen wieder zu den Akten gelegt.

#### Pagoden und Pavillons
Zu den sehenswerten Pagoden und Pavillons der Stadt gehören: die siebenstöckige Pagode, der Ulmil-Pavillon (benannt nach General Ulmil aus dem antijapanischen Widerstand), der Choesung-Pavillon als ehemaliger Beobachtungsstützpunkt der Koreanischen Volksarmee, der Pubyok-Pavillon mit Sicht auf den Taedong-Fluss sowie der Chongnyu-Pavillon als Rest der alten äußeren Stadtmauern.
Ebenfalls ein geschichtliches Erbe der Stadtmauer ist der Ryongwang-Pavillon, der direkt am Taedongfluss liegt und eine schöne Aussicht bietet. Er wurde im Jahre 1111 errichtet, wieder zerstört und 1670 in seiner gegenwärtigen Gestalt neu gebaut.

#### Historische Grabstätten
Das Mausoleum von König Tongmyŏng (auch Kochumong genannt) befindet sich 25 km östlich vom Stadtzentrum. Es wurde im frühen 5. Jahrhundert errichtet. Am 14. Mai 1993 wurde seine Rekonstruktion abgeschlossen.
38 km nordöstlich vom Stadtzentrum, im zum Stadtgebiet gehörenden Landkreis Kangdong-gun, befindet sich eine Anlage, die der nordkoreanische Staat als Mausoleum Danguns darstellt – eines Wesens himmlischer und tierischer Abstammung und Hauptfigur des unter der neuzeitlichen Joseon-Dynastie aufgebauten und noch heute einflussreichen nationalen Gründungsmythos, die 2333 v. Chr. einen ersten koreanischen Staat (Go-Joseon) gegründet und fast 2000 Jahre lang beherrscht haben soll. 1994 wurde die „Rekonstruktion“ der angeblichen Grabstätte abgeschlossen. Der Komplex umfasst eine Fläche von 45 ha. Im Zentrum steht eine 50 Meter hohe weiße Pyramide, in der sich die Grabkammer Danguns und seiner Frau befinden sollen. Zu der Pyramide führt in zwei Etappen eine 40 Meter breite weiße Treppe hinauf, die von Statuen gesäumt ist, die Tanguns Söhne und einige seiner höfischen Beamten abbilden.

#### Weitere Bauwerke

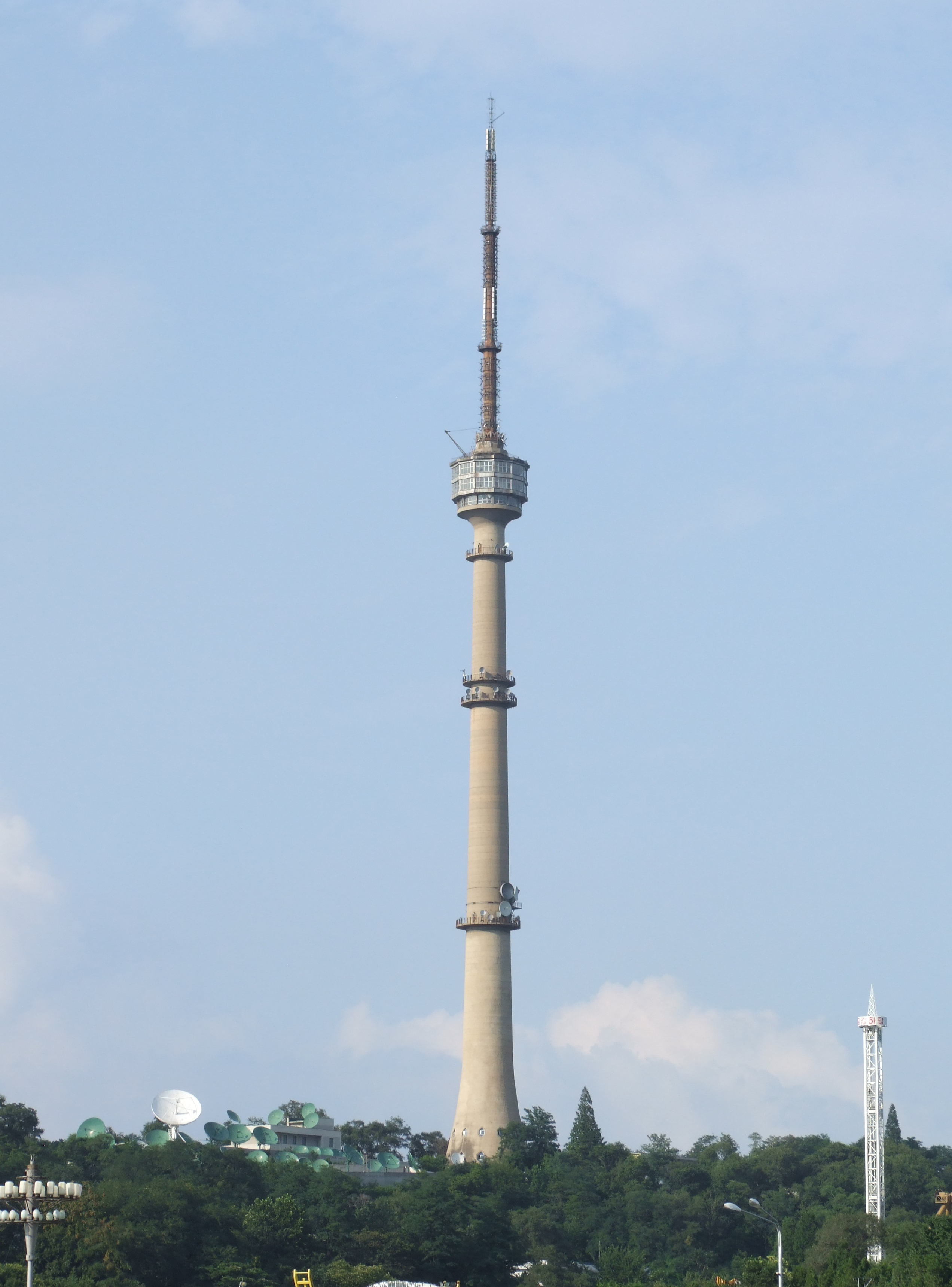
Der Fernsehturm Pjöngjang (150 m)

Historisch interessant sind das Pothong-Tor und das Taedong-Tor, Reste der Stadtmauer aus der Mitte des 6. Jahrhunderts. Das Taedong-Tor ist 1635 neu aufgebaut worden und enthält eine große Bronzeglocke. Eine weitere Bronzeglocke befindet sich am Ufer des Flusses Taedong. Sie wird Glocke von Pjöngjang genannt und hing ursprünglich am Taedong-Tor, ist aber nach einem Feuer im Jahre 1714 zerstört worden. Die jetzige Glocke wurde 1726 neu angefertigt. Sie ist 3,1 Meter hoch und wiegt 13 Tonnen. Bis 1890 wurde sie als Signalgeber für die Einwohner von Pjöngjang verwendet, wenn Gefahr drohte.
Wahrzeichen der Stadt sind auch der Fernsehturm Pjöngjang, am Stadtrand mit Aussichtsplattform in 94 bis 101 Metern Höhe und der 1946 errichtete Befreiungsturm, um der Befreiung Koreas von der japanischen Herrschaft durch der Sowjetarmee zu gedenken sowie die 46 Meter hohe Ch’ŏllima-Statue. Die auf einem 32 Meter hohen Steinsockel stehende Figur eines geflügelten Pferdes, das eine Frau und einen Mann trägt, stellt den raschen Wiederaufbau des Landes nach dem Koreakrieg und die damit verbundenen Errungenschaften dar. Sie wurde am 15. April 1961 zum 49. Geburtstag des Staatschefs enthüllt. Das abgebildete Symbol geht zurück auf eine koreanische Legende von einem Pferd, das bis zu 1000 Ri (koreanisches Längenmaß, 1 Ri entsprechen etwa 390 m) an einem Tag zurücklegen kann.
Im Stadtzentrum steht ein Denkmal zu Ehren der Parteigründung, das am 10. Oktober 1975 zum 30. Jahrestag enthüllt wurde. Nahe befindet sich das Denkmal der Gefallenen Soldaten der Volksarmee, 1959 errichtet und 24 Meter hoch.
Im Westen der Stadt liegt die Gedenkstätte für den Vaterländischen Befreiungskampf, die erst 1993 zum 40. Jubiläum desselben errichtet wurde. Die 150.000 Quadratmeter große Fläche betritt man durch ein monumentales Tor mit verschiedenen Bronzereliefs, die in diversen Variationen das Thema „Sieg“ abhandeln. Auf dem Gelände sieht man mehr als zehn Themenskulpturen, Einzeldarstellungen von Kriegern in heroischen Posen und gemeißelte Schriftzüge von Kim Il Sung.
Hinter der Universität, im Norden der Stadt, befindet sich der Kumsusan-Palast, das Mausoleum von Kim Il Sung und Kim Jong Il. Dort sind die einbalsamierten Leichen aufgebahrt und an bestimmten Tagen auch von ausländischen Besuchern zu betrachten, wenn man dies rechtzeitig anmeldet. In angrenzenden Räumen sind internationale Geschenkgaben ausgestellt, darunter Dienstwagen der Verstorbenen, unter anderem ein Mercedes mit Parteiemblem.
Das erste Fünf-Sterne-Hotel des Landes soll das Yŏnggwang Hot’el im Stadtzentrum werden, aber die Bauarbeiten ruhen seit 2013. Das Pot’onggang Hot’el wurde in den 1970er-Jahren errichtet.
Am östlichen Stadtrand befindet sich die Mirim-Talsperre.

### Parks

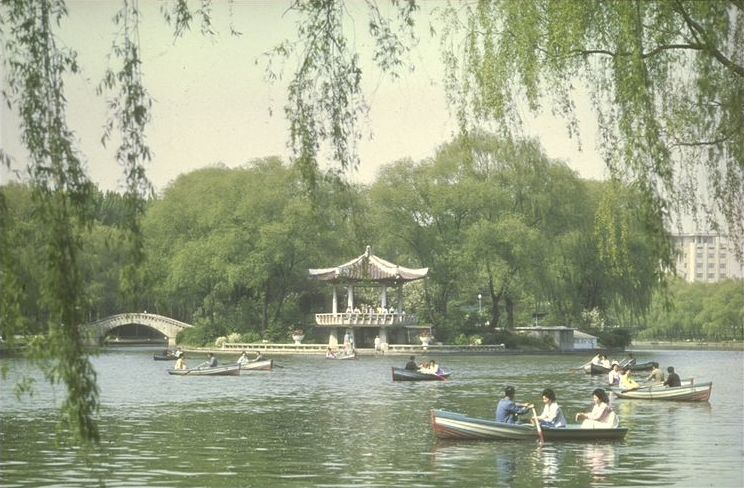
Pagode in der Nähe Pjöngjangs

Am Fuße des Moran-Hügels liegt ein Spielplatz – der Moranbong-Jugendpark – mit Zerstreuungsmöglichkeiten sowie mehreren Lotusteichen und wasserspendenden Brunnen. Zahlreiche Propaganda-Skulpturen sind im Jogak-Park zu sehen, und man findet dort Einrichtungen wie das Volkskunstmuseum und mehrere Restaurants.
Die im Taedong-Fluss gelegene Ssuk-Insel dient im Wesentlichen als Grünoase und Freizeitgelände für die Bewohner Pjöngjangs. Sie ist mit einer Fähre erreichbar und der Standort der Historischen Revolutionäre Gedenkstätte Ssuk-sŏm. Das Freizeitgelände auf der Ssuk-Insel ist mit Swimmingpool, einem Strand, einem Wrestling-Ring, einer Tanzhalle und einem Spielplatz ausgestattet. Anfang 2016 wurde der Palast der Wissenschaft und Technik hier eingeweiht.
Im Nordosten Pjöngjangs, auf den Taesongbergen, liegt der Friedhof der Revolutionshelden. Er bedeckt eine Fläche von 30 ha auf der Jujan-Höhe. Im Zentrum des Heldenfriedhofs steht eine 11 m hohe rote Fahne aus Granit. Rundherum sind Gräber mit Büsten von sogenannten „Märtyrern der Revolution“ gruppiert. Von der nach offiziellen Angaben 1400 m hoch gelegenen Gedenkstätte kann man das gesamte Stadtgebiet überblicken. In der Nachbarschaft befindet sich der Korea Central Zoo.

### Sport

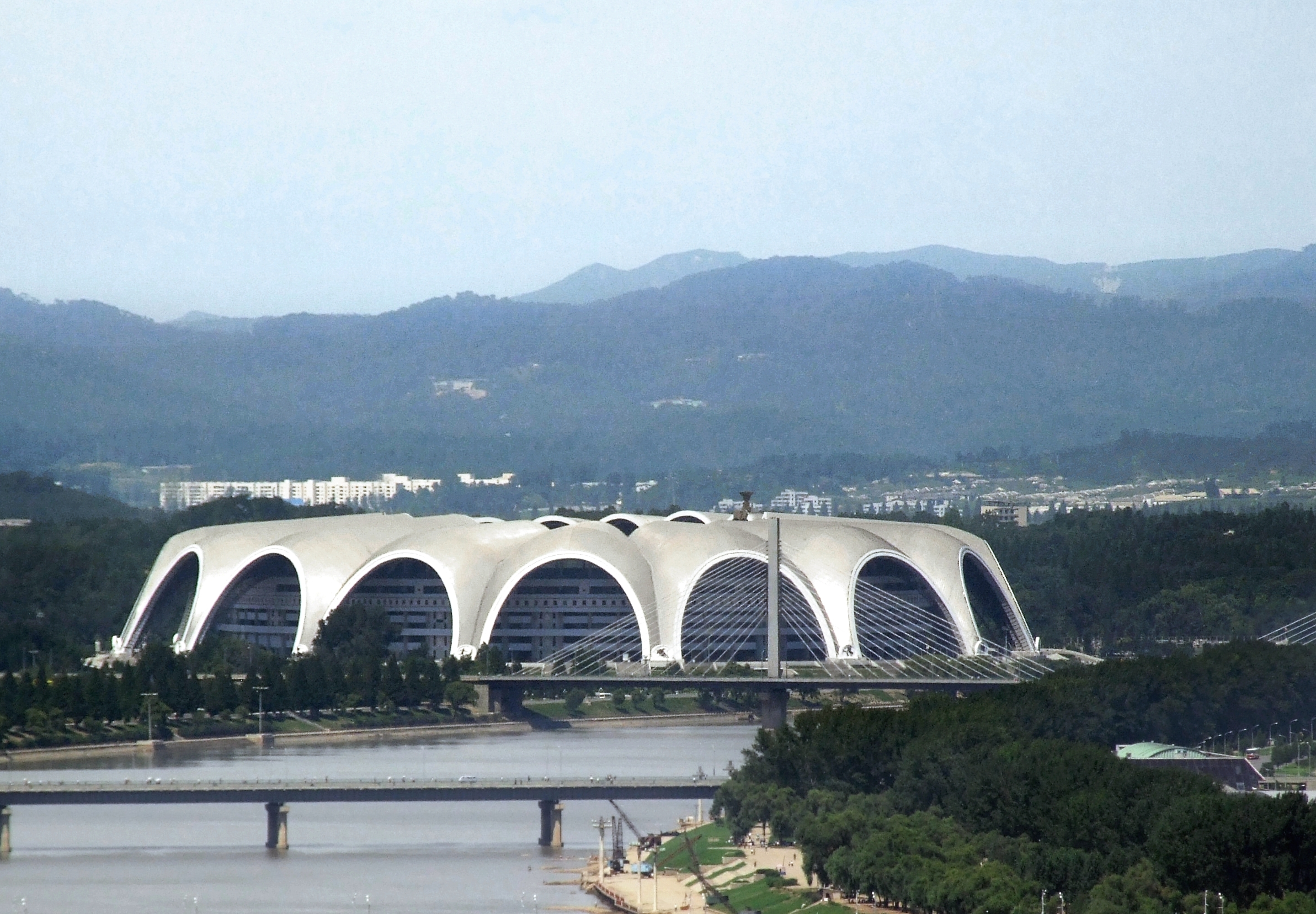
Das Stadion des 1. Mai ist das größte Fußball- und Leichtathletikstadion der Welt

Im Norden von Pjöngjang, rund um den Moran-Hügel, ganz in der Nähe des Triumphbogens, steht das Kim-Il-sung-Stadion mit einem Fassungsvermögen von 70.000 Personen. Es war von 1933 bis zur Auflösung in den 1950er-Jahren die Heimstätte des Pyongyang FC. Kurz nach der Befreiung befand sich hier eine öffentliche Erholungsregion und eine erste Version des Stadions wurde schon Ende der 1940er-Jahre gebaut, aber im Koreakrieg zerstört. Nach dem Krieg wurde ein neues Stadion errichtet, das im Jahre 1982 umgestaltet und vergrößert wurde.
Auf der Insel Rungna im Taedong wurde 1989 das Stadion Erster Mai (Rungnado-May-Day-Stadion) fertiggestellt. Es ist mit 150.000 Sitzplätzen, einer Fläche von 22.500 Quadratmetern und einer Höhe von 60 Metern das zehntgrößte Sportstadion sowie das größte Fußball- und Leichtathletikstadion der Welt. Die Sportarena beherbergt Trainingshallen, Erholungsräume, ein Schwimmbecken, Wohn- und Esszimmer, Sende- und Kontrollräume, Telex-Geräte sowie eine Gummirennbahn mit einer Länge von mehreren hundert Metern. 1995 trug man hier das Wrestlingevent „Collision in Korea“ aus.
Im Westen der Stadt steht das 1973 fertiggestellte Hallenstadion Pjöngjang. Ein markantes Gebäude mit konischem Dach für 20.000 Zuschauer ist neben dem Stadion die 1982 eröffnete Pjöngjanger Eissporthalle, wo auf einer Fläche von mehr als 25.000 Quadratmetern eisgelaufen werden kann. Das Eisstadion fasst etwa 6.000 Personen. Im nahegelegenen Changgwang-Gesundheitszentrum – es hat eine Kapazität von 16.000 Personen – werden unter anderem auch Schwimmwettbewerbe veranstaltet.
Weitere Sportarenen in Pjöngjang sind das 1982 eröffnete Moranbong-Stadion mit einer Kapazität für 70.000 Zuschauer, das 1989 fertiggestellte Yanggakdo-Stadion für 30.000 Personen, das Seosan-Stadion (Kapazität für 25.000 Zuschauer) und die 2003 eröffnete Pyongyang Arena (Kapazität für 12.000 Zuschauer).
Auf dem Pyongyang Golf Complex werden seit 2011 die DPRK Amateur Golf Open durchgeführt.
Im November 2013 eröffnete der Munsu Water Park.

### Gastronomie

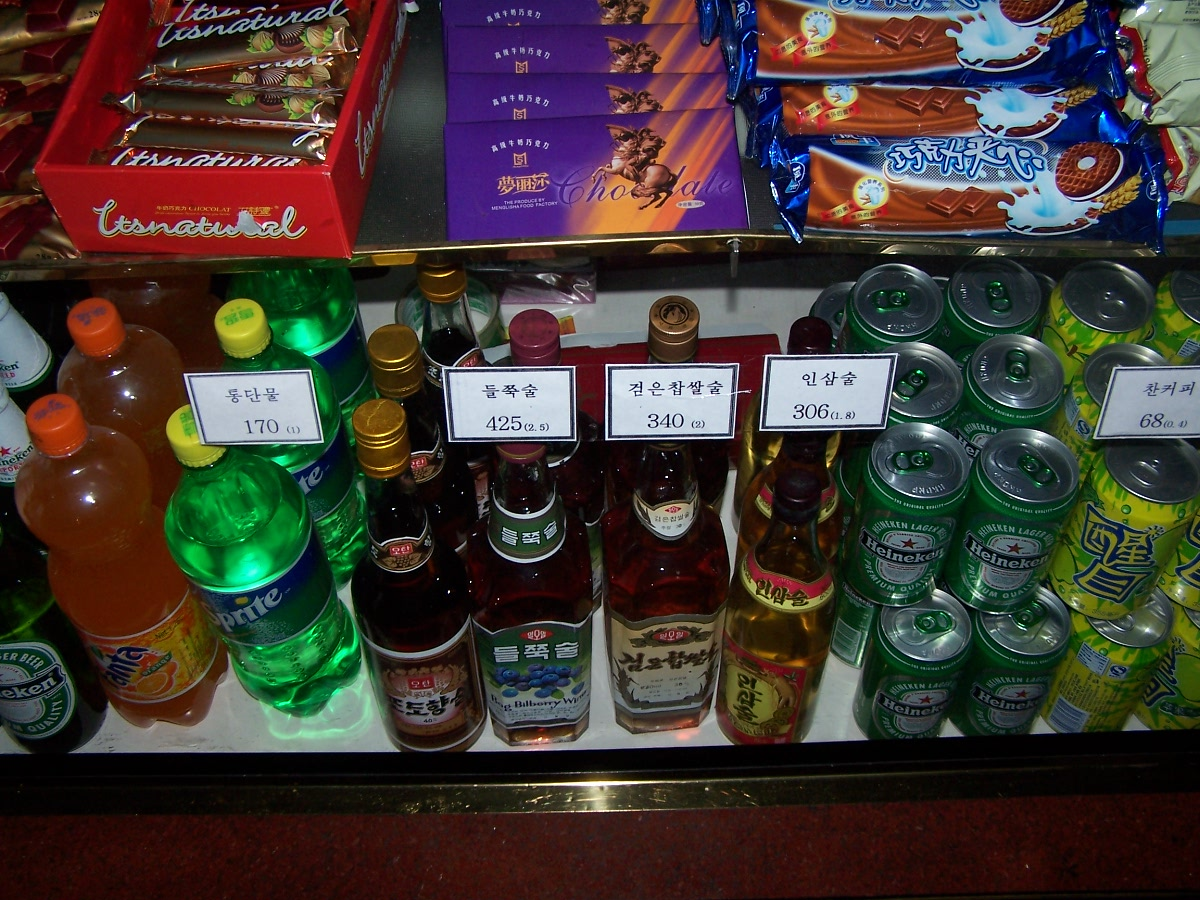
Lebensmittelladen für Ausländer

Das Nachtleben ist, im weltweiten Vergleich betrachtet, wenig entwickelt. Nur in einigen Lokalen wird bis 23 Uhr Karaoke gespielt. Es werden traditionelle koreanische Gerichte serviert, insbesondere Nudeln, aber auch Reisgerichte wie zum Beispiel sinsŏllo oder Reiskuchen.
Fisch, Tintenfisch, verschiedene Meeresfrüchte und Seetang kommen ebenfalls auf den Tisch. Fleisch wird eher selten gegessen. Wenn es Fleisch gibt, dann vor allem Rind und Schwein, immer kleingeschnitten und entweder gegrillt oder kurzgebraten.
Neben Kimchi gibt es Chinakohl, Rettich und andere Gemüsearten. Auch Sojaquark (Tofu) und koreanische Sojasoße werden serviert.
In einigen Restaurants in Pjöngjang kann man chinesische Kost bekommen. Ein Restaurant in der Kwangbok-Straße hat sich auf italienische Küche spezialisiert.

## Wirtschaft und Infrastruktur

### Wirtschaft

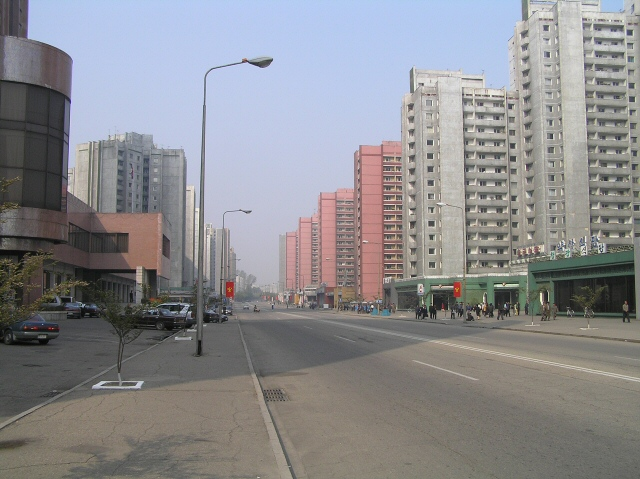
Changgwang-Straße

Pjöngjang ist das industrielle Zentrum des Landes, in dem unter anderem Metall-, Textil-, Elektronik- und Nahrungsmittelindustrie sowie Maschinenbau angesiedelt sind. Zu Beginn der 1990er-Jahre wurde die Wirtschaft der Hauptstadt durch den Wegfall nahezu aller traditionellen Handelspartner schwer getroffen. Nunmehr basierte der Handel auf Dollar-Basis. Die Folge war der Rückgang der gesamten industriellen Produktion von bis zu fünf Prozent pro Jahr bis zu einem nahezu kompletten Stillstand um das Jahr 2000.
Nach westlichen Schätzungen mussten mehr als die Hälfte der Fabriken stillgelegt werden, einige Quellen sprechen von bis zu 90 Prozent. Die Wirtschaft befindet sich derzeit auf Subsistenzniveau. Neben dem zusammengebrochenen staatlichen Versorgungssystem existiert die ausländische Hilfe, über deren Verteilung die UNO und verschiedene Non-Profit-Organisationen wachen.
Die Stromversorgung Pjöngjangs stammt aus Wasser- und Wärmekraftwerken wie dem Kraftwerk Pukchang. Da diese Werke nicht immer funktionieren, ist die Stromzufuhr rationiert. Das führt dazu, dass es abends in Pjöngjang überwiegend dunkel ist. Bestimmte Einrichtungen wie das diplomatische Viertel, Regierungs- und wichtige Verwaltungsgebäude, Ausländerhotels, die Quartiere der Koreanischen Volksarmee und die in der Nacht beleuchteten Monumente zu Ehren Kim Il-sungs verfügen über eine eigene Stromversorgung.
Die Stadt wird von einem sehr großen Kohlekraftwerk zentral beheizt. Durch die günstige Lage im Nordosten bleiben die Bewohner von Pjöngjang von Luftverschmutzung verschont. Der Wind treibt den rußigen Brennstaub stadtauswärts über die Hügel. Die Fernwärme wird mit erheblichen Energieverlusten durch ein unterirdisches Leitungssystem zu den Wohnhäusern geführt. Ein Problem ist, dass nicht immer rechtzeitig genügend Kohle geliefert werden kann. Die Einwohner der erkalteten Wohnungen behelfen sich mit kleinen Allesbrenneröfen, was mit ein Grund dafür ist, dass Teile der Umgebung von Pjöngjang abgeholzt und kahl sind.
Zahlreiche Joint Ventures wie Cheo Technology, Hana Electronics, Phyongun Jungsong, Taedonggang Brewing Company und Nosotek haben in Pjöngjang ihren Hauptsitz. Dazu gibt es noch viele Märkte mit relativ freien Handel unterschiedlicher Größe, wie z. B. dem T’ongil-Markt. Im Stadtzentrum gibt es seit 1982 das Kaufhaus Nr. 1 an der Sungri-Straße. Die Zentralbank der Demokratischen Volksrepublik Korea befindet sich im Stadtzentrum.

### Verkehr
Alle vier Fernstraßen Nordkoreas führen nach Pjöngjang. Mit der Pjöngjang-Kaesŏng-Schnellstraße lässt sich direkt die Grenze zu Südkorea erreichen und die Pjöngjang-Wŏnsan-Schnellstraße führt an das Japanische Meer. Die im Bau befindliche Pjöngjang-Sinŭiju-Schnellstraße wird künftig Anschluss in die Volksrepublik China bieten. Die Anzahl der zugelassenen PKW hat in den letzten Jahren verhältnismäßig stark zugenommen. Seit einiger Zeit verkehren auch Taxis.

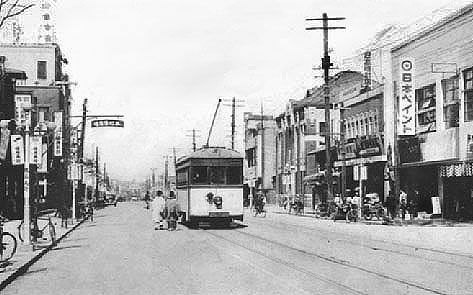
Straßenbahn-Triebwagen um 1930 in der Yamatomachi-Straße (heutige Taehaksupdang-Straße)

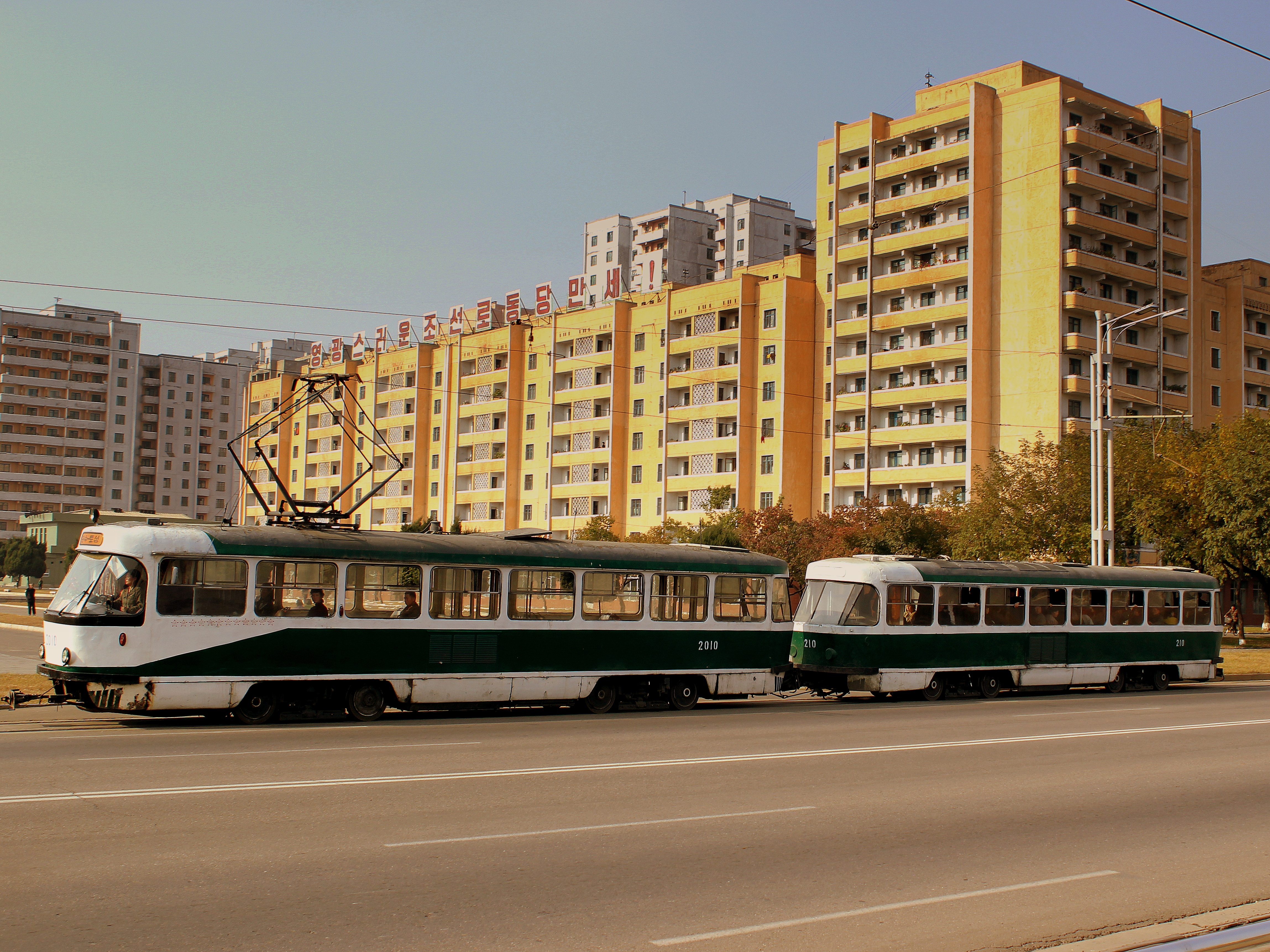
Straßenbahnwagen

Am 20. Mai 1923, also während der japanischen Kolonialzeit, wurde die erste elektrische Straßenbahn eröffnet. Sie ersetzte eine ältere Pferdebahn. Bis 1933 wuchs das Netz auf eine Länge von 14 Kilometern. Während des Koreakrieges (1950–1953) stellte die Straßenbahn ihren Betrieb ein. Seit 15. April 1991 wird erneut eine elektrische Straßenbahn in Pjöngjang betrieben. In den folgenden Jahren wurde das Netz auf eine Länge von 53 Kilometern ausgebaut.

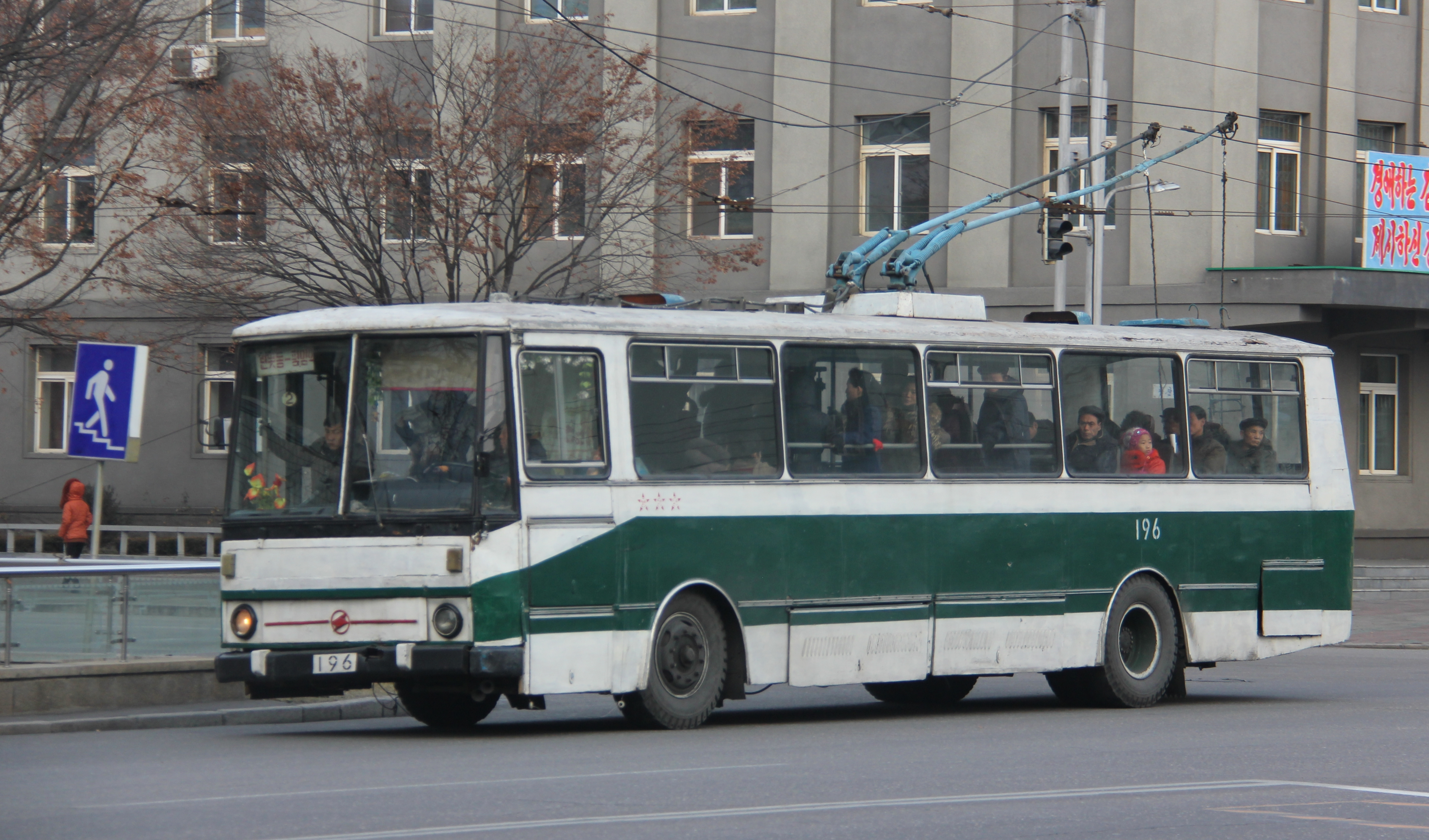
Oberleitungsbus

Neben dieselbetriebenen Omnibussen fahren seit 30. April 1962 Trolleybusse in Pjöngjang. Ein internationaler Flughafen, Sunan International Airport, liegt circa 30 Kilometer nördlich von Pjöngjang. Vom Pjöngjanger Hauptbahnhof gibt es Eisenbahnverbindungen nach Peking und zweimal im Monat nach Moskau. Die Strecke nach Moskau misst 10.272 km und ist damit 984 km länger als die Transsibirische Eisenbahn von Wladiwostok nach Moskau (9.288 km). Nordwestlich des Hauptbahnhofes befindet sich für den Eisenbahngüterverkehr der Rangierbahnhof Sŏp'yŏngyang (Pjöngjang West). Künftig wird es mit der Bahnstrecke Pjöngjang–Sinŭiju einen Hochgeschwindigkeitszug geben. Die Koreanische Staatsbahn hat im Hauptbahnhof ihren Sitz.

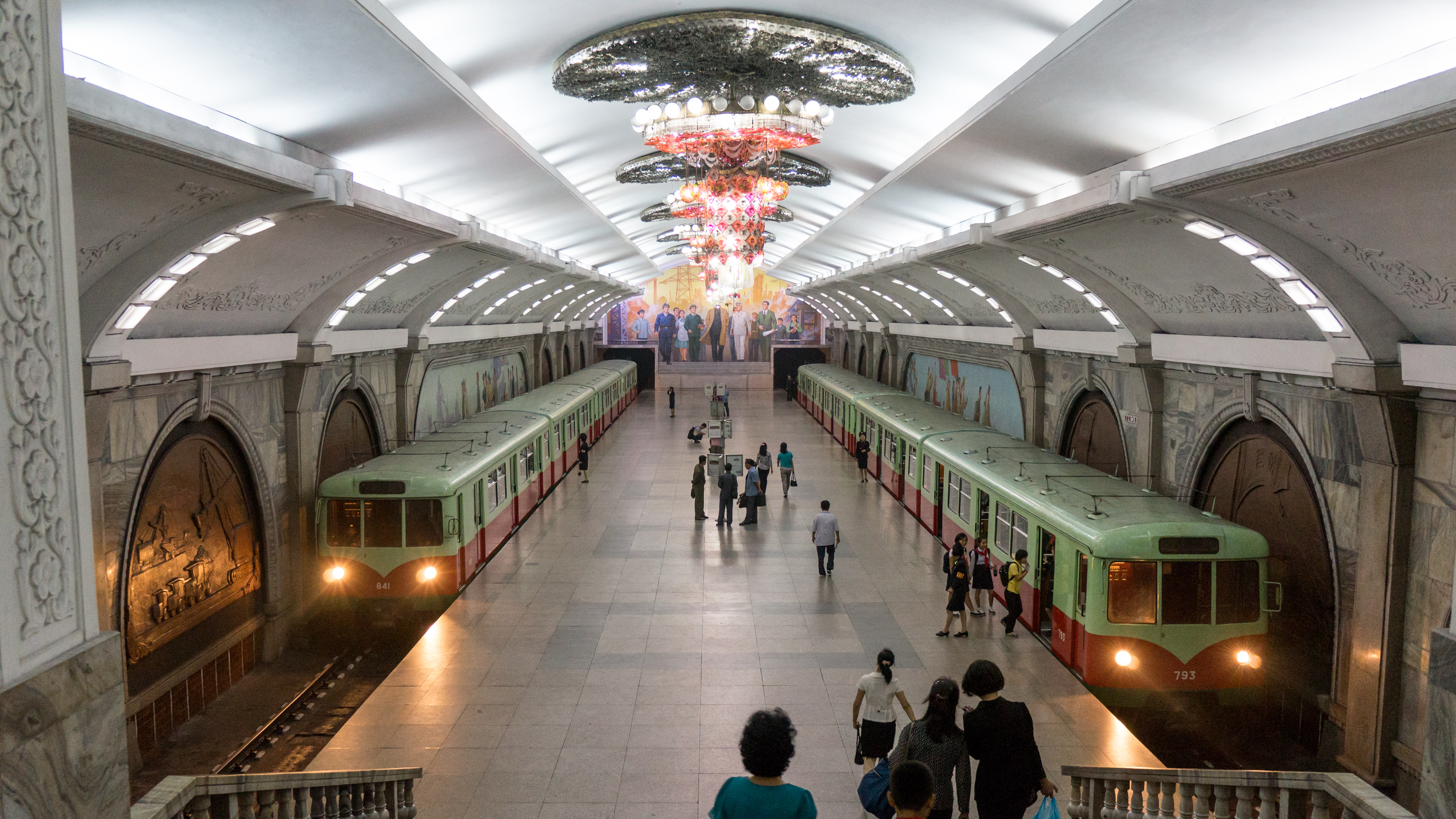
Metro Pjöngjang mit ehemaligen Berliner U-Bahn-Wagen

Am 6. September 1973 wurde der erste Streckenabschnitt der U-Bahn Pjöngjang eröffnet. Heute bestehen zwei Linien mit einer Länge von 22,5 Kilometern. Die U-Bahn in Pjöngjang war die erste U-Bahn auf der Koreanischen Halbinsel. Der Bau des Systems begann 1968. Ein schwerer Unfall ereignete sich während der Bauphase in einem Tunnel unter dem Taesong-Fluss. Einigen Quellen zufolge sind mehr als 100 Arbeiter dabei zu Tode gekommen. Dieser Teilabschnitt wurde niemals vollendet und das gesamte U-Bahn-Netz befindet sich heute auf der westlichen Seite des Flusses.
Das Streckennetz verläuft komplett unterirdisch und die Linienführung erfolgte nach dem Vorbild von Metronetzen in anderen kommunistischen Ländern, insbesondere der Metro Moskau. Beide Strecken haben viele Gemeinsamkeiten, darunter den Verlauf in großer Tiefe und die großen Abstände zwischen den Stationen. Die Wände der Bahnhöfe sind geschmückt mit Kronleuchtern und Gemälden des Sozialistischen Realismus. In den 1990er-Jahren wurden 120 Wagen des Typs D von Berlin nach Nordkorea verschifft, wo sie auf den U-Bahn-Strecken in Pjöngjang eingesetzt werden.
In Kriegszeiten sollen die U-Bahn-Stationen als Schutzbunker verwendet werden können. Für diesen Zweck sind große Stahltore installiert. Allerdings ist dieses Sicherheitskonzept anfällig für Wassereinbrüche. Spekulationen zufolge sind große Militäranlagen mit den Stationen verbunden. Nach anderen Spekulationen soll neben den beiden offiziellen Linien auch noch eine unbekannte Zahl von geheimen Linien für Militär- und Regierungszwecke existieren.
Die Stadtteile nördlich und südlich des Taedong-gang sind durch sechs Straßenbrücken verbunden, der Chungsong-Brücke, der Yanggak-Brücke, der Taedong-Brücke, der Okryu-Brücke, der Rungna-Brücke und der Chongnyu-Brücke.

### Medien

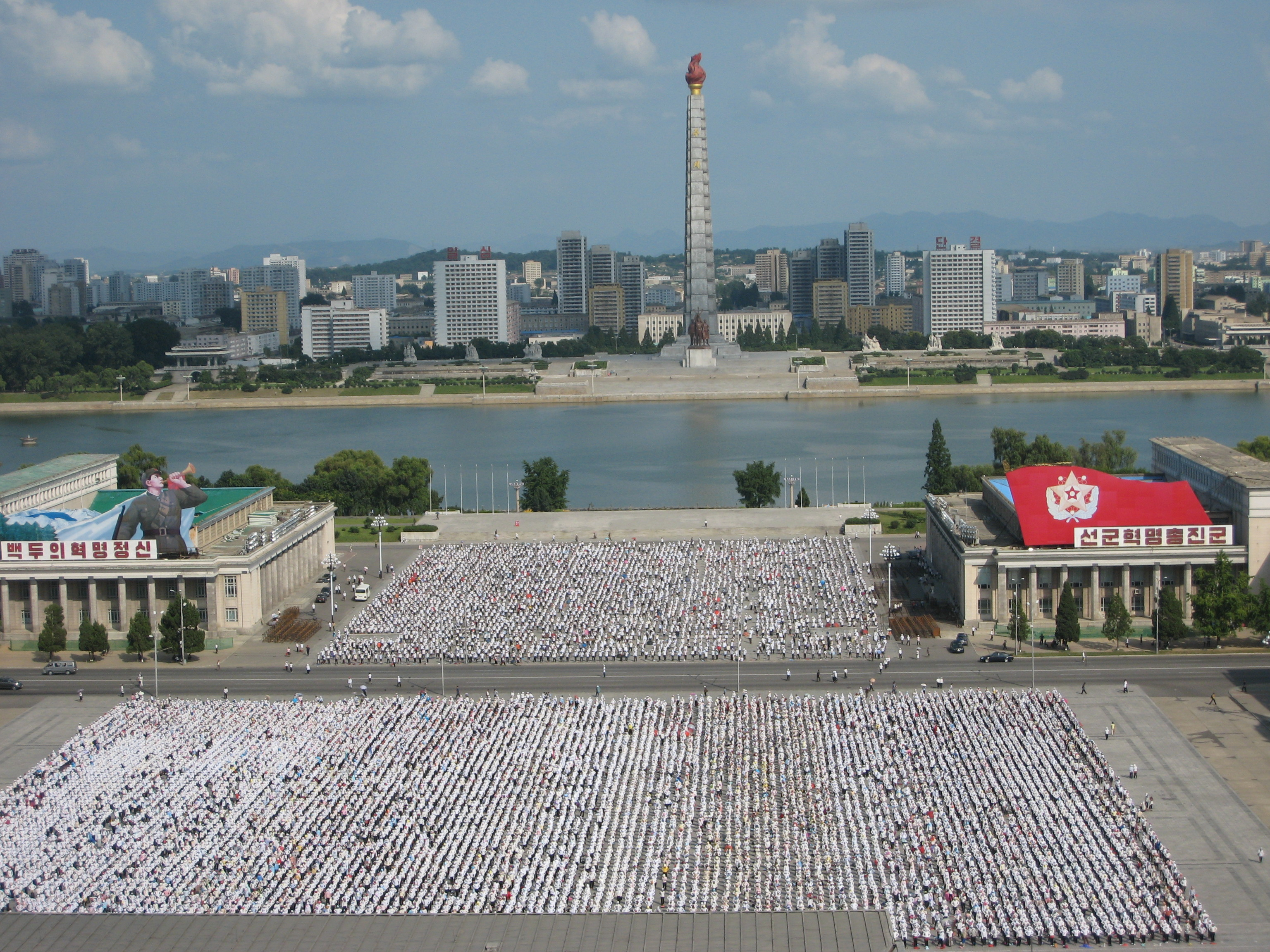
Jugendliche trainieren auf dem Kim-Il-sung-Platz für einen Marsch. Im Hintergrund der Chuch'e-Turm.

Die Stadt ist Sitz der Koreanischen Zentralen Nachrichtenagentur. Diese ist die zentrale Staatliche Nachrichtenagentur Nordkoreas und hat die Aufgabe, Mitteilungen der Partei der Arbeit Koreas (PdAK, die herrschende Staatspartei Nordkoreas) und der Regierung Nordkoreas zu verbreiten. Sie wurde am 5. Dezember 1946 in Pjöngjang gegründet.
In Pjöngjang erscheint die Rodong Sinmun („Arbeiterzeitung“). Sie ist das Organ des Zentralkomitees der Partei der Arbeit Koreas. Sie wird herausgegeben von der Rodong Nachrichtenagentur und ist die meistgelesene Zeitung Nordkoreas.
Zeitungen in englischer und französischer Sprache sind Foreign Trade of the DPRK, Korea Today, The Democratic People’s Republic of Korea und The Pyongyang Times. Wie alle nordkoreanischen Medien verbreiten sie die offizielle Propaganda der Regierung.
Ihren Sitz in der Hauptstadt haben das Staatliche Komitee für Rundfunk und Fernsehen, das Koreanische Zentralfernsehen, der Koreanische Zentralrundfunk, der UKW-Sender P'yŏngyang FM Pangsong sowie die Auslandsdienste Stimme Koreas und Radio Pjöngjang. Die Stimme Koreas sendet Rundfunkprogramme in verschiedenen Sprachen, unter anderem auch in deutscher und englischer Sprache. Bis 2002 war der Sender Teil von Radio Pjöngjang, das heute nur noch Sendungen in koreanischer Sprache produziert. Gesendet wird auf Kurzwellenfrequenzen sowie auf der Mittelwelle.
Pjöngjang ist im Wesentlichen vom globalen Internet abgeschottet. Die Top-Level-Domain .kp („Korea – People’s Republic“) ist weitgehend inaktiv. Die meisten offiziellen Websites werden im Ausland gehostet. Es ist anzunehmen, dass Teilen der Nomenklatura Zugang zum globalen Internet gewährt wird, denn etliche offizielle Stellen sowie Regierungsangestellte, Touristenführer und Studenten, mit denen westliche Besucher sich unterhalten dürfen, haben E-Mail-Adressen bei chinesischen Providern, unter denen sie auch aus dem Westen erreichbar sind.
Die Hauptstadt soll an ein landesweites Intranet angeschlossen sein, das hauptsächlich Behörden und Ministerien verbindet. In der Großen Studienhalle des Volkes dürfen westliche Besucher beobachten, wie Studenten über dieses Intranet chatten. Inwieweit seine zivile Nutzung darüber hinaus möglich ist, ist unbekannt.

### Bildung

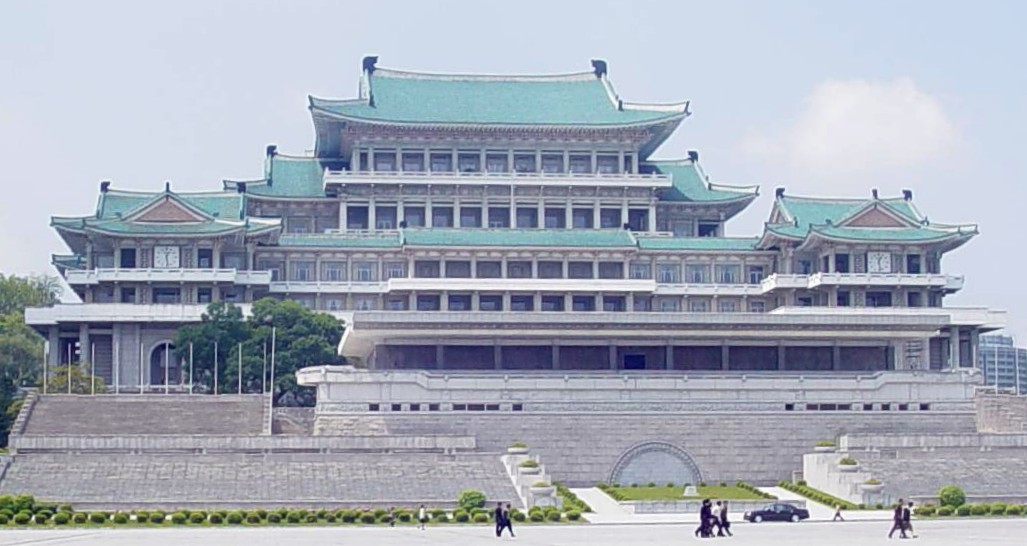
Große Studienhalle des Volkes am Kim-Il-sung-Platz

Mehrere höhere Bildungseinrichtungen sind in Pjöngjang beheimatet, darunter die Kim-Il-sung-Universität, die Technische Universität Kim-Ch'aek und mehrere wissenschaftliche Akademien. Die Zentralbibliothek ist ebenfalls in der Stadt untergebracht.
Im Norden der Stadt befindet sich die im Oktober 1946 eröffnete Kim-Il-sung-Universität. Das Gelände verfügt über mehrere hohe Gebäude, eine Bronzestatue des Universitätsstifters Kim Il-sung und eine Reihe von Reliquien aus den Studienjahren von Kim Jong-il, der an der Universität seines Vaters graduierte. Im Durchschnitt sind nach offiziellen Angaben rund 12.000 Studenten eingeschrieben, die in verschiedenen Fächern der industriellen Forschung, Medizin, Architektur, Landwirtschaft und politischer Ideologie unterrichtet werden.
Die im Jahre 1982 eröffnete Große Studienhalle des Volkes ist eine in harmonischer traditionell-moderner Architektur gebaute Bibliothek. Die gesamte Fläche umfasst 100.000 Quadratmeter, darüber sind 34 Dächer in koreanischem Stil mit grünen Schindeln zu finden. In der Studienhalle werden nach offizieller Aussage 30 Millionen Bücher aufbewahrt.
Am 2. Juni 2004 wurde ein Lesesaal des Goethe-Instituts in Pjöngjang eröffnet. Der Bestand umfasste neben deutscher Literatur vor allem praktische Fachbücher von Medizin bis Bauingenieurwesen. Zusätzlich sollten dort deutsche Zeitschriften und Zeitungen frei zugänglich sein. Inwieweit es der nordkoreanischen Bevölkerung tatsächlich möglich war, dieses Angebot anzunehmen, ist allerdings umstritten. Im November 2009 wurde der Lesesaal aufgrund von Vertragsverletzungen seitens Nordkoreas wieder geschlossen, nachdem die Regierung das Auslegen einiger Zeitschriften und Zeitungen untersagt hatte.
Auf der Insel Ssuk-sŏm wird derzeit ein sogenannter Palast der Wissenschaft und Technik gebaut.

## Söhne und Töchter der Stadt
- Kim Tong-in (1900–1951), Schriftsteller
- Kwon Ki-ok (1901–1988), Pilotin
- An Ik-t'ae (1906–1965), Komponist
- Francis Hong Yong-ho (1906–1962), römisch-katholischer Bischof von Pjöngjang
- George M. McCune (1908–1948), Entwickler (mit Edwin O. Reischauer) der McCune-Reischauer-Umschrift für die koreanische Schrift
- Kim Il-sung (1912–1994), Politiker, Generalsekretär der Partei der Arbeit Koreas von 1948 bis 1994
- Hwang Jang-yop (1923–2010), Politiker
- Kim Il-ch’ŏl (1933–2023), Militär und Politiker
- Kim Song-soon (* 1940), Eisschnellläuferin
- Kim Choon-bong (* 1941), Eisschnellläufer
- Pak Doo-ik (* 1942), Fußballspieler
- Augustinus Kim Jong-soo (* 1956), römisch-katholischer Geistlicher, Bischof von Daejeon
- Im Ri-bin (* 1968), Eisschnellläufer
- Kang Chol-hwan (* 1968), Journalist
- Kim Jong-nam (1971–2017), ältester Sohn von Kim Jong-il
- Li Yong-chol (* 1972), Eisschnellläufer
- Ji Yun-nam (* 1976), Fußballspieler
- An Kum-ae (* 1980), Judoka
- Kim Jong-chol (* 1981), zweitältester Sohn von Kim Jong-il
- Hong Yong-jo (* 1982), Fußballspieler
- Kim Jong-un (* 1984), Politiker, Erster Sekretär der Partei der Arbeit Koreas seit 2012
- Ri Song-chol (* 1986), Eiskunstläufer und Politiker
- Yang Kyong-il (* 1987), Ringer
- Ri Chol-myong (* 1988), Fußballspieler
- Kim Un-guk (* 1988), Gewichtheber und Olympiasieger
- Ryang Chun-hwa (* 1991), Gewichtheberin
- Kim Song-nam (* 1992), Tischtennisspieler
- Rim Jong-sim (* 1993), Gewichtheberin und Olympiasiegerin
- Ri Jong-sik (* 2000), Tischtennisspieler